# Bus de Bordeaux
Réseau Transports Bordeaux Métropole
Pour un article plus général, voir Transports Bordeaux Métropole.
Le réseau de bus de Bordeaux Métropole couvre l'ensemble du territoire de la métropole. Il est composé de plus de 70 lignes de bus et de services de transport à la demande. La majorité des lignes est traitée par Keolis Bordeaux Métropole Mobilités, mais d'autres lignes sont sous-traitées à Keolis Gironde, les Cars de Bordeaux, Citram Aquitaine et la SARL Evadys.

## Le réseau TBM actuel

### Lianes
Acronyme de « Lignes à niveau élevé de service », ce terme désigne les treize lignes de bus structurantes du réseau TBM fonctionnant de 5 h à 0 h et jusqu'à 1 h du matin en fin de semaine. Elles ont une fréquence en journée allant de 5 à 20 minutes entre 7 h et 20 h en fonction des lignes et possèdent au minimum une correspondance avec deux lignes de tramway.
| Ligne | Caractéristiques | Caractéristiques                            | Caractéristiques                            | Caractéristiques                            | Caractéristiques                                                           | Caractéristiques                              | Caractéristiques                            | Caractéristiques                            | Caractéristiques                                        |
| 1     | Lianes 1 | Lianes 1                                    | Lianes 1                                    | Lianes 1                                    | Lianes 1                                                                   | Lianes 1                                      | Lianes 1                                    | Lianes 1                                    | Lianes 1                                                |
| 1     | Mérignac — Beaudésert ⥋ Pessac — Cap de Bos | Mérignac — Beaudésert ⥋ Pessac — Cap de Bos | Mérignac — Beaudésert ⥋ Pessac — Cap de Bos | Mérignac — Beaudésert ⥋ Pessac — Cap de Bos | Mérignac — Beaudésert ⥋ Pessac — Cap de Bos                                | Mérignac — Beaudésert ⥋ Pessac — Cap de Bos   | Mérignac — Beaudésert ⥋ Pessac — Cap de Bos | Mérignac — Beaudésert ⥋ Pessac — Cap de Bos | Mérignac — Beaudésert ⥋ Pessac — Cap de Bos             |
| ----- | --- | ------------------------------------------- | ------------------------------------------- | ------------------------------------------- | -------------------------------------------------------------------------- | --------------------------------------------- | ------------------------------------------- | ------------------------------------------- | ------------------------------------------------------- |
| 1     | Ouverture / Fermeture 22 février 2010 / — | Longueur ??? km                             | Durée 60 min                                | Nb. d’arrêts 68                             | Matériel Iveco Bus Urbanway 18 GNV                                         | Jours de fonctionnement L, Ma, Me, J, V, S, D | Jour / Soir / Nuit / Fêtes O / O / N / O    | Voy. / an 5 266 715                         | Dépôt CEL (KB2M)                                        |
| 1     | Desserte : - Villes et lieux : - Mérignac (Parc d'activités de l'Hippodrome, Mérignac Soleil, Lycées Fernand-Daguin, Ancienne et nouvelle église Saint-Vincent, Parc de Bourran, ESPE) ; - Bordeaux (Parc Bel-Air Lussy, Square Émile-Combes, Clinique St-Augustin, Barrières Judaïque et d'Arès, Cimetière de la Chartreuse, Cimetière Protestant, Piscine Judaïque, Hôtel de région, Mériadeck, Palais de justice, Musée des beaux-arts, République - Pessac - Correspondances : - F42 (ceinture de Bordeaux) : Gare de Caudéran - Mérignac (depuis l'arrêt Bourranville) - : Mérignac Centre, St-Bruno Hôtel de Région, Mériadeck, Palais de Justice ; - : Pessac Centre, France Alouette ; |                                             |                                             |                                             |                                                                            |                                               |                                             |                                             |                                                         |
| 1     | Autre : - Amplitudes horaires : Lundi-mercredi entre 4h45 et 0h15, jeudis et vendredis jusqu'à 1h, samedis entre 4h50 et 1h, et dimanches/fêtes entre 6h et minuit. - Particularité : - La ligne est accompagnée de la ligne 51 sur tout le tracé en heures de pointe. - C'est la première ligne à avoir vu l'ensemble de son parc mis aux couleurs TBM. Dernière mise à jour le 7 septembre 2024. - - Depuis Janvier 2024, une variante express nommée ligne 51 effectue un tronçon commun avec la lianes 1 entre Gambetta et Beaudésert |                                             |                                             |                                             |                                                                            |                                               |                                             |                                             |                                                         |
| 1     | Dernière actualisation : — |                                             |                                             |                                             |                                                                            |                                               |                                             |                                             |                                                         |
| 2     | Lianes 2 | Lianes 2                                    | Lianes 2                                    | Lianes 2                                    | Lianes 2                                                                   | Lianes 2                                      | Lianes 2                                    | Lianes 2                                    | Lianes 2                                                |
| 2     | Le Taillan-Médoc — La Boétie ⥋ Bordeaux — Quinconces |                                             |                                             |                                             |                                                                            |                                               |                                             |                                             |                                                         |
| 2     | Ouverture / Fermeture 22 février 2010 / — | Longueur 18,1 km                            | Durée 45 (55) min                           | Nb. d’arrêts 48 (47)                        | Matériel Citelis 18 GNV, Lion's City G GNVet Mercedes-Benz Citaro G C1 GNV | Jours de fonctionnement L, Ma, Me, J, V, S, D | Jour / Soir / Nuit / Fêtes O / O / N / O    | Voy. / an 1 502 269                         | Dépôt CEL (KB2M)                                        |
| 2     | Desserte : - Villes et lieux : - Le Taillan-Médoc (La Boétie, Germignan, Stade Municipal, Hontane, Cimetière, Centre-ville, Église Saint-Hilaire, Mairie) ; - Eysines (Cantinolle, Zone maraîchère, Bourg, Picot, Le Derby, Migron, Hippodrome, Le Grand Louis) ; - Mérignac (Capeyron Nord) ; - Bordeaux (Stade Stéhélin, Église Saint-Amand, Parc bordelais, ESPE de Caudéran, Barrière Saint-Médard, Lycée Camille-Jullian, Basilique St-Seurin, Mériadeck, Place Gambetta, Tourny, Jardin public, Place des Quinconces). - Correspondances : - : Quinconces. - : Quinconces. - : Cantinolle, Picot, Quinconces. - BatCub : Quinconces. |                                             |                                             |                                             |                                                                            |                                               |                                             |                                             |                                                         |
| 2     | Autre : - Amplitudes horaires : Lundi-vendredi entre 4h45 et 1h30, samedis jusqu'à 2h et dimanches/fêtes entre 6h45 et 1h30. - Particularités : du lundi au vendredi de septembre à mai en début de matinée et en fin d'après-midi, certains bus ne circulent que sur la section Le Taillan-Médoc La Boétie ↔ Eysines Cantinolle. Dernière mise à jour le 7 septembre 2024. |                                             |                                             |                                             |                                                                            |                                               |                                             |                                             |                                                         |
| 2     | Dernière actualisation : — |                                             |                                             |                                             |                                                                            |                                               |                                             |                                             |                                                         |
| 5     | Lianes 5 | Lianes 5                                    | Lianes 5                                    | Lianes 5                                    | Lianes 5                                                                   | Lianes 5                                      | Lianes 5                                    | Lianes 5                                    | Lianes 5                                                |
| 5     | Bordeaux — Bassins à Flot ⥋ Villenave-d'Ornon — Piscine Chambéry ou Villenave-d'Ornon — Courréjean |                                             |                                             |                                             |                                                                            |                                               |                                             |                                             |                                                         |
| 5     | Ouverture / Fermeture 29 août 2016 / — | Longueur 12,3 km                            | Durée 50-60 min                             | Nb. d’arrêts 66                             | Matériel Citelis 18 GNV                                                    | Jours de fonctionnement L, Ma, Me, J, V, S, D | Jour / Soir / Nuit / Fêtes O / O / N / O    | Voy. / an 4 445 491                         | Dépôt Vaquier / CEL (week-end et vacances d'été) (KB2M) |
| 5     | Desserte : - Villes et lieux : - Bordeaux (Jardin Public, Tourny, Gambetta, Bassins à Flot, Palais de justice, Musée des beaux-arts, République, Hôpital Saint-André, Lycée Sainte-Famille - Saintonge, Église Sainte-Eulalie, Victoire, Église Saint-Nicolas) - Talence (Maison de santé Bagatelle) ; - Bègles (Lycée Václav-Havel) ; - Villenave-d'Ornon (Hôpital des armées Robert-Picqué, gare, Centre-ville, Stade Brossolette, Piscine Chambéry, Mairie du Bourg). - Correspondances : - F44 : Gare de Villenave-d'Ornon ; - : Palais de justice ; - : Victoire ; - : Lycée Václav-Havel et Villenave Centre Pont de la Maye. |                                             |                                             |                                             |                                                                            |                                               |                                             |                                             |                                                         |
| 5     | Autre : - Amplitudes horaires : Lundi-mercredi entre 5h et 1h30, jeudis-vendredis-samedis jusqu'à 2h20 et dimanches/fêtes entre 6h45 et 1h30. - Particularités : La ligne 5 actuelle résulte de l'ancienne ligne 5 Sud (la ligne 5 Nord a été repris par les lignes 12 puis 23) et du tronçon nord de l'ancienne ligne 4. Dernière mise à jour le 7 septembre 2024. |                                             |                                             |                                             |                                                                            |                                               |                                             |                                             |                                                         |
| 5     | Dernière actualisation : — |                                             |                                             |                                             |                                                                            |                                               |                                             |                                             |                                                         |
| 6     | Lianes 6 | Lianes 6                                    | Lianes 6                                    | Lianes 6                                    | Lianes 6                                                                   | Lianes 6                                      | Lianes 6                                    | Lianes 6                                    | Lianes 6                                                |
| 6     | Floirac — Dravemont ⥋ Bordeaux — Palais de Justice |                                             |                                             |                                             |                                                                            |                                               |                                             |                                             |                                                         |
| 6     | Ouverture / Fermeture 8 juillet 2024 / — | Longueur ??? km                             | Durée 36 min                                | Nb. d’arrêts 20                             | Matériel Citaro C2 Hybride                                                 | Jours de fonctionnement L, Ma, Me, J, V, S, D | Jour / Soir / Nuit / Fêtes O / O / N / O    | Voy. / an —                                 | Dépôt Ambares Kéolis Gironde                            |
| 6     | Desserte : Bordeaux et Floirac - Correspondances : TRAM A à Floirac Dravemont et Palais de Justice, TRAM B à Victoire et TRAM C ET D à Gare St Jean Première ligne à utiliser le Pont Simone Veil avec la directe 54. La ligne est prolongée de Gare St Jean à Palais de Justice depuis juin 2025 le temps de l'arrêt du tram A entre Stalingrad et St Catherine. Son tracés doit être repris par le bus express M en 2027. |                                             |                                             |                                             |                                                                            |                                               |                                             |                                             |                                                         |
| 6     | Autre : |                                             |                                             |                                             |                                                                            |                                               |                                             |                                             |                                                         |
| 6     | Dernière actualisation : — |                                             |                                             |                                             |                                                                            |                                               |                                             |                                             |                                                         |
| 7     | Lianes 7 | Lianes 7                                    | Lianes 7                                    | Lianes 7                                    | Lianes 7                                                                   | Lianes 7                                      | Lianes 7                                    | Lianes 7                                    | Lianes 7                                                |
| 7     | Ambarès — Parabelle ⥋ Bordeaux — Centre commercial du Lac |                                             |                                             |                                             |                                                                            |                                               |                                             |                                             |                                                         |
| 7     | Ouverture / Fermeture 22 février 2010 / — | Longueur 24,03 km                           | Durée 65 min                                | Nb. d’arrêts 63                             | Matériel Lion's City GNV / GX 327 GNV                                      | Jours de fonctionnement L, Ma, Me, J, V, S, D | Jour / Soir / Nuit / Fêtes O / O / N / O    | Voy. / an 1 640 973                         | Dépôt CEL (KB2M)                                        |
| 7     | Desserte : - Villes et lieux : - Ambarès-et-Lagrave (Complexe sportif Lachaze, Mairie) ; - Bassens (Domaine de Moulerin, Château Beaumont, Château Pomerol, Plaine des sports Griffons-Séguinaud) ; - Carbon-Blanc (La Gardette) ; - Lormont (Grand port maritime de Bordeaux, Église Saint-Martin, Parc de l'Ermitage-Sainte-Catherine) ; - Bordeaux (Zone d'activités Brazza, pont Chaban-Delmas, Cité du Vin, Cap Sciences, Bassins à Flot, Base sous-marine, Lycée des métiers de la biologie et de la chimie, Quartier des Aubiers, Centre commercial Bordeaux Lac). - Correspondances : - F41 F43 (Bordeaux Saint-Jean / Paris-Austerlitz) : Gare de la Grave-d'Ambarès (depuis l'arrêt Mickaëlis), Gare de La Gorp ; - : La Gardette Bassens Carbon-Blanc ; - : La Cité du Vin ; - : Place Ravezies - Le Bouscat, Cracovie et Les Aubiers. - BatCub : Cité du Vin, Lormont-Bas. |                                             |                                             |                                             |                                                                            |                                               |                                             |                                             |                                                         |
| 7     | Autre : - Amplitudes horaires : Lundi-mercredi entre 4h45 et 1h25, jeudis-vendredis-samedis jusqu'à 2h25 et dimanches/fêtes entre 7h et 1h20. - Particularités : - La ligne est accompagnée de la ligne 57 entre Ambarès Centre et La Gardette en heures de pointe. - Lorsque le pont Jacques-Chaban-Delmas est levé, la ligne est déviée entre l'arrêt La Gardette et la place Ravezies par le pont d'Aquitaine, le boulevard Aliénor d'Aquitaine et l'itinéraire de la Lianes 9 ; Dernière mise à jour le 20 octobre 2023. |                                             |                                             |                                             |                                                                            |                                               |                                             |                                             |                                                         |
| 7     | Dernière actualisation : — |                                             |                                             |                                             |                                                                            |                                               |                                             |                                             |                                                         |
| 8     | Lianes 8 | Lianes 8                                    | Lianes 8                                    | Lianes 8                                    | Lianes 8                                                                   | Lianes 8                                      | Lianes 8                                    | Lianes 8                                    | Lianes 8                                                |
| 8     | Gradignan — Centre ⥋ Bordeaux — Hôpital Pellegrin |                                             |                                             |                                             |                                                                            |                                               |                                             |                                             |                                                         |
| 8     | Ouverture / Fermeture 22 février 2010 / — | Longueur 11,2 km                            | Durée 30 min                                | Nb. d’arrêts 32                             | Matériel GX 427                                                            | Jours de fonctionnement L, Ma, Me, J, V, S, D | Jour / Soir / Nuit / Fêtes O / O / N / O    | Voy. / an 1 388 776                         | Dépôt Lescure (KB2M)                                    |
| 8     | Desserte : - Villes et lieux : - Gradignan (Parc de Pelissey, Salle des sports Jehan Buhan, Château de Laurenzane, Mairie) ; - Talence (Château de Thouars, Bois de Thouars, Piscine de Thouars, Lycée d'hôtellerie et de tourisme de Gascogne, Lycée Victor-Louis, Lycée Alfred-Kastler, Domaine universitaire de Talence Pessac Gradignan, Château La Mission Haut-Brion, Direction générale des hôpitaux de Bordeaux, ancienne gare de Talence-Médoquine) ; - Bordeaux (Hôpital Charles-Perrens, Hôpital Pellegrin). - Correspondances : - : Arts et métiers ; - : Hôpital Pellegrin. |                                             |                                             |                                             |                                                                            |                                               |                                             |                                             |                                                         |
| 8     | Autre : - Amplitudes horaires : Lundi-mercredi entre 5h et 0h30, jeudis-vendredis-samedis jusqu'à 1h30 et dimanches/fêtes entre 6h et 0h30. Dernière mise à jour le 20 octobre 2023. |                                             |                                             |                                             |                                                                            |                                               |                                             |                                             |                                                         |
| 8     | Dernière actualisation : — |                                             |                                             |                                             |                                                                            |                                               |                                             |                                             |                                                         |
| 9     | Lianes 9 | Lianes 9                                    | Lianes 9                                    | Lianes 9                                    | Lianes 9                                                                   | Lianes 9                                      | Lianes 9                                    | Lianes 9                                    | Lianes 9                                                |
| 9     | Bordeaux — Brandenburg ⥋ Bordeaux — Gare Saint-Jean par les boulevards |                                             |                                             |                                             |                                                                            |                                               |                                             |                                             |                                                         |
| 9     | Ouverture / Fermeture 22 février 2010 / — | Longueur 12,78 km                           | Durée 45 min                                | Nb. d’arrêts 49                             | Matériel Lion's City G GNV                                                 | Jours de fonctionnement L, Ma, Me, J, V, S, D | Jour / Soir / Nuit / Fêtes O / O / N / O    | Voy. / an 3 978 597                         | Dépôt CEL (KB2M)                                        |
| 9     | Desserte : - Villes et lieux : - Bordeaux (parc du port de la Lune, Stade Charles-Martin, Base sous-marine, Stade Alfred-Daney, Lycée Condorcet, Barrière du Médoc, Lycée L'Assomption, Barrière Saint-Médard, Barrière Judaïque, Barrière d'Arès, Cimetière de la Chartreuse, Barrière Saint-Augustin, Barrière d'Ornano, Stade Chaban-Delmas, Barrière de Pessac, Église Notre-Dame-des-Anges, Barrière de Pessac, Barrière Saint-Genès, Barrière de Toulouse, Église Sainte-Geneviève, Église du Sacré-Cœur, Musée des Compagnons du Tour de France) - Correspondances : - F41 F42 F43 F44(Bordeaux Saint-Jean) : Gare Saint-Jean ; - : Brandenburg, Barrière Saint-Genès ; - : Place Ravezies - Le Bouscat, Gare Saint-Jean ; - : Barrière du Médoc, Gare Saint-Jean ; - : Stade Chaban-Delmas (depuis Barrière d'Ornano). |                                             |                                             |                                             |                                                                            |                                               |                                             |                                             |                                                         |
| 9     | Autre : - Amplitudes horaires : Lundi-mercredi entre 5h et 1h, jeudis-vendredis-samedis jusqu'à 1h30 et dimanches/fêtes entre 6h et 1h. - Particularités : Cette ligne a un succès historique car elle emprunte la plupart des boulevards de Bordeaux qui ceinturent le centre-ville. Dernière mise à jour le 20 octobre 2023. |                                             |                                             |                                             |                                                                            |                                               |                                             |                                             |                                                         |
| 9     | Dernière actualisation : — |                                             |                                             |                                             |                                                                            |                                               |                                             |                                             |                                                         |
| 15    | Lianes 15 | Lianes 15                                   | Lianes 15                                   | Lianes 15                                   | Lianes 15                                                                  | Lianes 15                                     | Lianes 15                                   | Lianes 15                                   | Lianes 15                                               |
| 15    | Bordeaux — Centre commercial du Lac ⥋ Villenave-d'Ornon — Courréjean |                                             |                                             |                                             |                                                                            |                                               |                                             |                                             |                                                         |
| 15    | Ouverture / Fermeture 22 février 2010 / — | Longueur 25,77 km                           | Durée 77 min                                | Nb. d’arrêts 77                             | Matériel Lion's City GNV                                                   | Jours de fonctionnement L, Ma, Me, J, V, S, D | Jour / Soir / Nuit / Fêtes O / O / N / O    | Voy. / an 3 389 444                         | Dépôt Bastide-Niel (KB2M)                               |
| 15    | Desserte : - Villes et lieux : - Bordeaux (Centre commercial Bordeaux Lac, Quartier des Aubiers), Bruges (Cimetière Nord), Le Bouscat, Bordeaux (Quartier du Grand Parc, Église Saint-Louis des Chartrons, Place Paul-Doumer, Jardin Public, Allées de Tourny, Place Gambetta, Palais de justice, Musée des beaux-arts, République, Hôpital Saint-André, Lycée Sainte-Famille - Saintonge, Église Sainte-Eulalie, Place de la Victoire, Marché des Capucins, Barrière de Bègles) ; - Bègles (Parc de l'intelligence environnementale, Parc de Mussonville, Centre commercial Rives d'Arcins, Lycée Václav-Havel) ; - Villenave-d'Ornon (Gymnase Nelson-Paillou, Pont de la Maye, Église Saint-Martin, Courréjean). - Correspondances : - F42 (Bordeaux Saint-Jean / Sète) : Gare de Bègles, Gare de Villenave-d'Ornon ; - : Quarante Journaux, La Vache, Camille Godard, Paul Doumer, Jardin Public, Gare de Bègles, Lycée Václav-Havel, Villenave Centre - Pont de la Maye, Villenave Pyrénées ; - : Gambetta, Victoire ; - : Palais de justice.                                                                                          |                                             |                                             |                                             |                                                                            |                                               |                                             |                                             |                                                         |
| 15    | Autre : - Amplitudes horaires : Lundi-mercredi entre 5h et 1h30, jeudis-vendredis-samedis jusqu'à 2h30 et dimanches/fêtes entre 6h30 et 1h30. Dernière mise à jour le 20 octobre 2023. |                                             |                                             |                                             |                                                                            |                                               |                                             |                                             |                                                         |
| 15    | Dernière actualisation : — |                                             |                                             |                                             |                                                                            |                                               |                                             |                                             |                                                         |
| 16    | Lianes 16 | Lianes 16                                   | Lianes 16                                   | Lianes 16                                   | Lianes 16                                                                  | Lianes 16                                     | Lianes 16                                   | Lianes 16                                   | Lianes 16                                               |
| 16    | Mérignac — Les Pins ⥋ Bouliac — Centre commercial |                                             |                                             |                                             |                                                                            |                                               |                                             |                                             |                                                         |
| 16    | Ouverture / Fermeture 22 février 2010 / — | Longueur 20 km                              | Durée 70-80 min                             | Nb. d’arrêts 59                             | Matériel GX 427                                                            | Jours de fonctionnement L, Ma, Me, J, V, S, D | Jour / Soir / Nuit / Fêtes O / O / N / O    | Voy. / an 1 806 041                         | Dépôt Lescure (KB2M)                                    |
| 16    | Desserte : - Villes et lieux : - Mérignac (Stade du Jard, Stade Batany, Parc Bel Air Lussy) ; - Bordeaux (Barrière Judaïque, Cimetière Protestant, Piscine Judaïque, Basilique Saint-Seurin, Esplanade Charles-de-Gaulle, Palais de justice, Musée des beaux-arts, Place de la République, Porte de Borgogne, Quai de la Monnaie, Quai de Paludate, Pont St Jean, Quai Deschamps, Stalingrad, Benauge, Galin) ; - Cenon (Ecole Gambetta) ; - Floirac (Collège Mandela, Ecole Curie, Mairie, ARENA) ; - Bouliac (Centre Commercial) ; - Correspondances : - F42 (ceinture de Bordeaux) : Gare de Caudéran - Mérignac (depuis l'arrêt Montesquieu) ; - : Les Pins, Mériadeck, Palais de justice, Porte de Bourgogne, Stalingrad et Galin ; - : Musée d'Aquitaine ; - : Porte de Bourgogne Saint-Michel Sainte-Croix . - BatCub : Stalingrad. |                                             |                                             |                                             |                                                                            |                                               |                                             |                                             |                                                         |
| 16    | Autre : - Amplitudes horaires : Lundi-mercredi entre 5h et 1h, jeudis-vendredis-samedis jusqu'à 1h40 et dimanches/fêtes entre 6h20 et 1h. - Particularité : La ligne reprend depuis le 4 novembre 2019 l'ancien tracé de la ligne 10 en rive droite. Dernière mise à jour le 20 octobre 2023. |                                             |                                             |                                             |                                                                            |                                               |                                             |                                             |                                                         |
| 16    | Dernière actualisation : — |                                             |                                             |                                             |                                                                            |                                               |                                             |                                             |                                                         |
| 31    | Lianes 31 | Lianes 31                                   | Lianes 31                                   | Lianes 31                                   | Lianes 31                                                                  | Lianes 31                                     | Lianes 31                                   | Lianes 31                                   | Lianes 31                                               |
| 31    | Ambès — Saint-Exupéry / Ambarès — Centre / Bassens / Cenon Gare ⥋ Gradignan — Beausoleil |                                             |                                             |                                             |                                                                            |                                               |                                             |                                             |                                                         |
| 31    | Ouverture / Fermeture 4 septembre 2023 / — | Longueur 50,2 km                            | Durée 120 min                               | Nb. d’arrêts 94                             | Matériel Lion's City GNV                                                   | Jours de fonctionnement L, Ma, Me, J, V, S, D | Jour / Soir / Nuit / Fêtes O / O / N / O    | Voy. / an —                                 | Dépôt CEL (KB2M)                                        |
| 31    | Desserte : - Villes et lieux : - Ambarès (Mairie, cimetière, Collège Claude Massé, gares de la Gorp et de la Grave d'Ambarès) ; - Saint-Vincent-de-Paul (Mairie) ; - Ambès (cimetière) ; - Bassens (Gare) ; - Carbon-Blanc (cimetière, collège Simone Veil) ; - Lormont (Vieux Lormont, Ateliers municipaux, port) ; - Cenon (Gare) ; - Bordeaux (Barrière de Bègles, Barrière de Toulouse, Gare Saint-Jean, Méca,lycée Trégey) ; - Talence (Cimetière, Mairie, Médiathèque, Château de Peixotto, Domaine universitaire de Talence Pessac Gradignan, Lycée Victor-Louis, CREPS, KEDGE Business School) ; - Pessac (Domaine universitaire de Talence Pessac Gradignan, clinique mutualiste) ; - Gradignan (Domaine universitaire de Talence Pessac Gradignan, Cimetière, Église Saint-Pierre, Château de l'Ermitage, Château de Poumey, Parc du prieuré de Cayac, Musée Georges de Sonneville, Lycée des Graves). - Correspondances : - F41 F42 F43 F44 : Gare Saint-Jean, Cenon, Bassens, La Gorp, La Grave ; - : Galin, Cenon Gare et Jean Jaurès - Gare Saint-Jean - : Peixotto, Saige et Montaigne Montesquieu. - BatCub : Lormont-Bas. |                                             |                                             |                                             |                                                                            |                                               |                                             |                                             |                                                         |
| 31    | Autre : - Amplitudes horaires : Lundi-mercredi entre 5h et 1h, jeudis-vendredis-samedis jusqu'à 1h50 et dimanches/fêtes entre 6h30 et 1h30. - Particularité : C'est la plus longue ligne du réseau avec 2h de voyage à l'aller et 2h au retour en circulation normale. C'est aussi celle qui relie le plus de gares TER. Elle a été simplifiée en septembre 2024 avec toutes les courses allant à Gradignan Beausoleil et en abandonnant la branche vers Pessac Photonique reprise par la 34. Dernière mise à jour le 2 juin 2024. |                                             |                                             |                                             |                                                                            |                                               |                                             |                                             |                                                         |
| 31    | Dernière actualisation : — |                                             |                                             |                                             |                                                                            |                                               |                                             |                                             |                                                         |
| 35    | Lianes 35 | Lianes 35                                   | Lianes 35                                   | Lianes 35                                   | Lianes 35                                                                  | Lianes 35                                     | Lianes 35                                   | Lianes 35                                   | Lianes 35                                               |
| 35    | Bordeaux — Cracovie ⥋ Bordeaux — Gare Saint-Jean |                                             |                                             |                                             |                                                                            |                                               |                                             |                                             |                                                         |
| 35    | Ouverture / Fermeture 4 septembre 2023 / — | Longueur 20 km                              | Durée 60 min                                | Nb. d’arrêts 81                             | Matériel IVECO Urbanway 18 GNVLion's City G GNV                            | Jours de fonctionnement L, Ma, Me, J, V, S, D | Jour / Soir / Nuit / Fêtes O / O / N / O    | Voy. / an 3 389 444                         | Dépôt CEL (KB2M)                                        |
| 35    | Desserte : - Villes et lieux : - Talence (Mairie, Lycée Victor Louis, Lycée Kastler, Arts et Métiers, salle du Dôme) ; - Villenave d'Ornon ; - Mérignac (Lycées Fernand-Daguin et Marcel-Dassault, Cimetière communal, Château du Burck, collège les Eyquems, parc de Luchey) ; - Bordeaux (Gare Saint-Jean, MIN Bordeaux-Brienne) ; - Bègles (Mairie, Musée de la création franche, Église Saint-Pierre, Cimetière, Plaine des sports, Collège Pablo Neruda) ; - Pessac (clinique mutualiste, collège Gérard Philipe, collège Noès, facultés Droit et Lettres). - Correspondances : - F41 F42 F43 F44 : Gare Saint-Jean, Bègles, Pessac, Bruges ; - : Quatre Chemins, Lycées de Mérignac, Mérignac Centre, Pierre Mendès-France ; - : Unitec, Arts et Métiers, Pessac Centre ; - : Gare Saint-Jean, Carle Vernet, Gare de Bègles, Gare de Bruges, Les Aubiers, Cracovie ; - : Gare Saint-Jean, Carle Vernet, Hippodrome. |                                             |                                             |                                             |                                                                            |                                               |                                             |                                             |                                                         |
| 35    | Autre : - Amplitudes horaires : Lundi-mercredi entre 5h et 1h, jeudi-vendredi-samedi jusqu'à 2h et dimanche/fêtes entre 6h et 1h. - Particularités : Cette ancienne Corol est devenue Lianes de par son succès et en vue de son passage en ligne "express" avec voies réservées dans les années à venir. Dernière mise à jour le 2 juin 2024. |                                             |                                             |                                             |                                                                            |                                               |                                             |                                             |                                                         |
| 35    | Dernière actualisation : — |                                             |                                             |                                             |                                                                            |                                               |                                             |                                             |                                                         |
| 39    | Lianes 39 | Lianes 39                                   | Lianes 39                                   | Lianes 39                                   | Lianes 39                                                                  | Lianes 39                                     | Lianes 39                                   | Lianes 39                                   | Lianes 39                                               |
| 39    | Eysines — Cantinolle / Saint-Médard-en-Jalles — ZA Picot ⥋ Villenave d'Ornon — Pyrénées / Pessac — Photonique |                                             |                                             |                                             |                                                                            |                                               |                                             |                                             |                                                         |
| 39    | Ouverture / Fermeture 4 septembre 2023 / — | Longueur 14 km                              | Durée 60 min                                | Nb. d’arrêts 50                             | Matériel GX 337 Citaro C2 Hybride                                          | Jours de fonctionnement L, Ma, Me, J, V, S, D | Jour / Soir / Nuit / Fêtes O / O / N / O    | Voy. / an                                   | Dépôt St-Médard-Artigons, Bruges (KB2M)                 |
| 39    | Desserte : - Villes et lieux : - Villenave d'Ornon (Centre commercial Bordeaux Sud, ferme de Baugé, quartier Sarcignan) ; - Gradignan (Mairie, Collège Alfred Mauguin, quartier Malartic, parc de Mandavit, prieuré de Cayac, stade Ornon, stade de Moulerens) ; - Pessac (Hôpital Haut-Lévêque, centre commercial Bois Bersol, cité de la Photonique, gare de l'Alouette) ; - Mérignac (Circuit de Bordeaux-Mérignac, aéroport, aéroparc, clinique du sport, campus Thalès, Girondins Omnisports) ; - Eysines (Centre commercial Cantinolle, cimetière) ; - Le Haillan (Les Cinq Chemins, mairie, Eglise, cimetière) ; - Saint-Médard-en-Jalles (ZA Picot, Gare Routière, Centre, Moulin de Gajac, Parc de Feydit, Ariane) - Correspondances : - : Aéroport de Bordeaux-Mérignac - F41 : Pessac-Alouette - : Caroline Aigle et Aéroport ; - : Villenave Pyrénées ; - : Cantinolle, - : Hôpital Haut-Lévêque, Gare de Pessac-Alouette et France Alouette. |                                             |                                             |                                             |                                                                            |                                               |                                             |                                             |                                                         |
| 39    | Autre : - Amplitudes horaires : Lundi-mercredi entre 5h et 1h, jeudis-vendredis-samedis jusqu'à 1h40 et dimanches/fêtes entre 7h et 1h. - Particularités : - Cette ligne emprunte la rocade (), une voie lui est réservée entre les sorties 12 Mérignac Beutre et 13 Pessac Alouette. - La lianes est issue de l'ancienne Corol 39, elle-même issue de l'ancienne Flexo 48. Dernière mise à jour le 20 octobre 2023. |                                             |                                             |                                             |                                                                            |                                               |                                             |                                             |                                                         |
| 39    | Dernière actualisation : — |                                             |                                             |                                             |                                                                            |                                               |                                             |                                             |                                                         |

### Lignes principales
Les lignes principales complètent les lianes en reliant les communes périphériques au centre de Bordeaux. Elles fonctionnent de 5h30 à 21h (jusqu'à 23h pour certaines) avec une fréquence en journée de 20 à 30 minutes en fonction des lignes et possèdent au minimum une correspondance avec une lianes ou une ligne de tramway.
| Ligne | Caractéristiques | Caractéristiques                                          | Caractéristiques                                          | Caractéristiques                                          | Caractéristiques                                          | Caractéristiques                                          | Caractéristiques                                          | Caractéristiques                                          | Caractéristiques                                          |
| 20    | Principale 20 | Principale 20                                             | Principale 20                                             | Principale 20                                             | Principale 20                                             | Principale 20                                             | Principale 20                                             | Principale 20                                             | Principale 20                                             |
| 20    | Mérignac — Cimetière Intercommunal ⥋ Bordeaux — Brulatour | Mérignac — Cimetière Intercommunal ⥋ Bordeaux — Brulatour | Mérignac — Cimetière Intercommunal ⥋ Bordeaux — Brulatour | Mérignac — Cimetière Intercommunal ⥋ Bordeaux — Brulatour | Mérignac — Cimetière Intercommunal ⥋ Bordeaux — Brulatour | Mérignac — Cimetière Intercommunal ⥋ Bordeaux — Brulatour | Mérignac — Cimetière Intercommunal ⥋ Bordeaux — Brulatour | Mérignac — Cimetière Intercommunal ⥋ Bordeaux — Brulatour | Mérignac — Cimetière Intercommunal ⥋ Bordeaux — Brulatour |
| ----- | --- | --------------------------------------------------------- | --------------------------------------------------------- | --------------------------------------------------------- | --------------------------------------------------------- | --------------------------------------------------------- | --------------------------------------------------------- | --------------------------------------------------------- | --------------------------------------------------------- |
| 20    | Ouverture / Fermeture 4 septembre 2023 / — | Longueur 15 km                                            | Durée 80 min                                              | Nb. d’arrêts 60                                           | Matériel GX 327 Hybride GX 327                            | Jours de fonctionnement L, Ma, Me, J, V, S, D             | Jour / Soir / Nuit / Fêtes O / O / N / O                  | Voy. / an 614 365                                         | Dépôt Lescure (KB2M)                                      |
| 20    | Desserte : - Villes et lieux : - Mérignac (cimetière intercommunal, Lycées Daguin/Dassault, Parc Bourran, Beutre, clinique du Sport, Centre commercial Mérignac Soleil, Saint Augustin) ; - Bordeaux (Lycée Nicolas-Brémontier, Cimetière des Juifs Portugais, Marché des Capucins, Place de la Victoire, Eglise Saint-Augustin, Hôpital Pellegrin, Stade Chaban-Delmas, Gare Saint-Jean, Brulatour). - Correspondances : - F41 F42 F43 F44 (Bordeaux Saint-Jean) : Gare Saint-Jean ; - : Terres Neuves. - : Gare Saint-Jean, Carle Vernet. - : Victoire ; - : Hôpital Pellegrin, Lycées de Mérignac, Mérignac Soleil |                                                           |                                                           |                                                           |                                                           |                                                           |                                                           |                                                           |                                                           |
| 20    | Autre : - Amplitudes horaires : Lundi-samedi entre 5h30 et minuit, et dimanches/fêtes entre 6h et minuit. Dernière mise à jour le 2 juin 2024. |                                                           |                                                           |                                                           |                                                           |                                                           |                                                           |                                                           |                                                           |
| 20    | Dernière actualisation : — |                                                           |                                                           |                                                           |                                                           |                                                           |                                                           |                                                           |                                                           |
| 21    | Principale 21 | Principale 21                                             | Principale 21                                             | Principale 21                                             | Principale 21                                             | Principale 21                                             | Principale 21                                             | Principale 21                                             | Principale 21                                             |
| 21    | Gradignan — Beausoleil ⥋ Talence — Peixotto |                                                           |                                                           |                                                           |                                                           |                                                           |                                                           |                                                           |                                                           |
| 21    | Ouverture / Fermeture 22 février 2010 / 2 Septembre 2024 | Longueur 10 km                                            | Durée 30 min                                              | Nb. d’arrêts 30                                           | Matériel Citaro C1 Facelift                               | Jours de fonctionnement L, Ma, Me, J, V, S, D             | Jour / Soir / Nuit / Fêtes O / N / N / O                  | Voy. / an 403 070                                         | Dépôt Villenave (Keolis Gironde)                          |
| 21    | Desserte : - Villes et lieux : - Gradignan (Prieuré de Cayac, Quartier Beausoleil, Lycée des Graves, Eglise, mairie, Zone commerciale, Stade Ornon, Parc du château d'Ornon, Parc de Saint-Albe, Parc de l'Ermitage, Cimetière) - Talence (CREPS, KEDGE Business School, Lycée Victor-Louis, Domaine universitaire de Talence Pessac Gradignan, Château de Peixotto) - Correspondances : - : Peixotto. |                                                           |                                                           |                                                           |                                                           |                                                           |                                                           |                                                           |                                                           |
| 21    | Autre : - Amplitudes horaires : Lundi-samedi entre 6h et 22h45 et dimanches/fêtes entre 7h et 22h45. Dernière mise à jour le 25 février 2025. Ligne supprimée en septembre 2024 avec le renforcement de la lianes 31 vers Gradignan Beausoleil. |                                                           |                                                           |                                                           |                                                           |                                                           |                                                           |                                                           |                                                           |
| 21    | Dernière actualisation : — |                                                           |                                                           |                                                           |                                                           |                                                           |                                                           |                                                           |                                                           |
| 22    | Principale 22 | Principale 22                                             | Principale 22                                             | Principale 22                                             | Principale 22                                             | Principale 22                                             | Principale 22                                             | Principale 22                                             | Principale 22                                             |
| 22    | Parempuyre — Fontanieu ⥋ Blanquefort — Frankton |                                                           |                                                           |                                                           |                                                           |                                                           |                                                           |                                                           |                                                           |
| 22    | Ouverture / Fermeture 19 décembre 2016 / — | Longueur —                                                | Durée 35 min                                              | Nb. d’arrêts 37                                           | Matériel Citaro C2 Hybride GX 337                         | Jours de fonctionnement L, Ma, Me, J, V, S, D             | Jour / Soir / Nuit / Fêtes O / O / N / O                  | Voy. / an —                                               | Dépôt Parempuyre (Keolis Gironde)                         |
| 22    | Desserte : - Villes et lieux : - Parempuyre (Mairie, Église, Château Pichon, Bois d'Arboudeau) ; - Blanquefort (Domaine de Maurian, Parc de Fongravey, Lycée Agricole, Lycée Jean-Monnet, Église Saint-Martin, Mairie) - Correspondances : - F42 (Bordeaux Saint-Jean - Pointe de Grave) : Blanquefort ; - : Gare de Blanquefort, Frankton. |                                                           |                                                           |                                                           |                                                           |                                                           |                                                           |                                                           |                                                           |
| 22    | Autre : - Amplitudes horaires : Lundi-vendredi entre 5h et 23h30, samedis entre 6h15 et 23h30 et dimanches/fêtes entre 7h et 23h30. - Particularités : La ligne est accompagnée par la ligne 52 en heures de pointe en semaine, hors centre de Blanquefort. Dernière mise à jour le 23 octobre 2023. |                                                           |                                                           |                                                           |                                                           |                                                           |                                                           |                                                           |                                                           |
| 22    | Dernière actualisation : — |                                                           |                                                           |                                                           |                                                           |                                                           |                                                           |                                                           |                                                           |
| 23    | Principale 23 | Principale 23                                             | Principale 23                                             | Principale 23                                             | Principale 23                                             | Principale 23                                             | Principale 23                                             | Principale 23                                             | Principale 23                                             |
| 23    | Le Bouscat — Hippodrome / Le Bouscat ⥋ Bègles — Centre Commercial Rives d'Arcins |                                                           |                                                           |                                                           |                                                           |                                                           |                                                           |                                                           |                                                           |
| 23    | Ouverture / Fermeture 4 septembre 2023 / — | Longueur 30 km                                            | Durée 90 min                                              | Nb. d’arrêts 70                                           | Matériel Lion's City GNV GX 327 GNV                       | Jours de fonctionnement L, Ma, Me, J, V, S, D             | Jour / Soir / Nuit / Fêtes O / O / N / O                  | Voy. / an 428 126                                         | Dépôt Centre d'Exploitation du Lac (KB2M)                 |
| 23    | Desserte : - Villes et lieux : - Le Bouscat (Hippodrome, bois du Bouscat, hôpital Suburbain) ; - Eysines ; - Bordeaux (Jardin Public, Parc Bordelais, Barrière du Médoc, Barrière de Toulouse, Hôpital Saint-André, cimetière israélite, lycée Montesquieu, lycée Brémontier, université Bordeaux II, lycée Bel Orme-Assomption, école Tivoli, collège Cassignol, place de la Victoire, galerie des Beaux-Arts, place Nansouty) ; - Villenave d'Ornon (INRIAE, théâtre Georges Méliès, cinéma CGR) ; - Bègles (Centre Commercial Rives d'Arcins, cimetière, stade le Dorat, collège Pablo Néruda, Lycée Vàclav Havel) ; - Talence (Médiathèque Castagnéra, MSP Bagatelle, cinéma UGC, église, mairie) - Stations et gares : - F44 (Bordeaux Saint-Jean / Sète) : Gare de Bègles, Gare de Villenave-d'Ornon ; - : Peixotto, Talence Centre-Forum, Gambetta et Victoire - : Palais de Justice ; - : Gare de Bègles et Parc de Mussonville ; - : Hippodrome, Barrière du Médoc, Croix de Seguey et Fondaudège Muséum. |                                                           |                                                           |                                                           |                                                           |                                                           |                                                           |                                                           |                                                           |
| 23    | Autre : - Amplitudes horaires : Lundi-samedi entre 5h et 0h15, et dimanches/fêtes entre 7h15 et 0h15. - Particularité : Cette ligne a les mêmes terminus que la ligne 73. Dernière mise à jour le 2 juin 2024. |                                                           |                                                           |                                                           |                                                           |                                                           |                                                           |                                                           |                                                           |
| 23    | Dernière actualisation : — |                                                           |                                                           |                                                           |                                                           |                                                           |                                                           |                                                           |                                                           |
| 24    | Principale 24 | Principale 24                                             | Principale 24                                             | Principale 24                                             | Principale 24                                             | Principale 24                                             | Principale 24                                             | Principale 24                                             | Principale 24                                             |
| 24    | Pessac — Romainville ⥋ Bordeaux — Porte de Bourgogne |                                                           |                                                           |                                                           |                                                           |                                                           |                                                           |                                                           |                                                           |
| 24    | Ouverture / Fermeture 4 septembre 2023 / — | Longueur 18 km                                            | Durée 56 (68) min                                         | Nb. d’arrêts 56 (58)                                      | Matériel GX 327 Hybride GX 327 EEV                        | Jours de fonctionnement L, Ma, Me, J, V, S, D             | Jour / Soir / Nuit / Fêtes O / O / N / O                  | Voy. / an 1 030 558                                       | Dépôt Bastide-Niel (KB2M)                                 |
| 24    | Desserte : - Villes et lieux : - Pessac (Château de Camponac, Cité Frugès, Mairie, Église Saint-Martin, Cimetière) ; - Bordeaux (Hôpital Charles-Perrens, Église Saint-Victor, Lycée Sainte-Famille - Saintonge, Hôpital Saint-André, Place de la République, Musée d'Aquitaine). - Correspondances : - F41 F42 (Bordeaux Saint-Jean / Irun) : Pessac-Centre ; - : Musée d'Aquitaine et Pessac Centre ; - : Porte de Bourgogne. |                                                           |                                                           |                                                           |                                                           |                                                           |                                                           |                                                           |                                                           |
| 24    | Autre : - Amplitudes horaires : Lundi-samedi entre 5h30 et 22h45, et dimanches/fêtes entre 7h et 22h45. - Particularités : La ligne est accompagnée par la ligne 55 en heures de pointe en semaine, entre Palais de Justice et Pessac Centre. Dernière mise à jour le 23 octobre 2023. |                                                           |                                                           |                                                           |                                                           |                                                           |                                                           |                                                           |                                                           |
| 24    | Dernière actualisation : — |                                                           |                                                           |                                                           |                                                           |                                                           |                                                           |                                                           |                                                           |
| 25    | Principale 25 | Principale 25                                             | Principale 25                                             | Principale 25                                             | Principale 25                                             | Principale 25                                             | Principale 25                                             | Principale 25                                             | Principale 25                                             |
| 25    | Bordeaux — Cité du Vin ⥋ Bouliac — Centre Commercial ou Bouliac — La Belle Étoile |                                                           |                                                           |                                                           |                                                           |                                                           |                                                           |                                                           |                                                           |
| 25    | Ouverture / Fermeture 4 septembre 2023 / — | Longueur 20 km                                            | Durée 35 (45) min                                         | Nb. d’arrêts 35                                           | Matériel Man Lion's City A21 CNG                          | Jours de fonctionnement L, Ma, Me, J, V, S                | Jour / Soir / Nuit / Fêtes O / O / N / O                  | Voy. / an —                                               | Dépôt Bastide Niel (KB2M)                                 |
| 25    | Desserte : - Villes et lieux : - Bordeaux (La Cité du Vin, IUT Bordeaux Montesquieu, collège Léonard Lenoir, lycée François Mauriac, Jardin Botanique, la Bastide, quai des Queyries, quai Deschamps, Grands Moulins de Paris) ; - Floirac (Quai de la Souys, ARENA) ; - Bouliac (Centre commercial, Centre émetteur, gendarmerie, cimetière, mairie). - Correspondances : - : La Cité du Vin, - : Stalingrad et Jardin Botanique. - BatCub : Cité du Vin, Stalingrad. |                                                           |                                                           |                                                           |                                                           |                                                           |                                                           |                                                           |                                                           |
| 25    | Autre : - Amplitudes horaires : Lundi-vendredi entre 5h30 et 23h30, samedis entre 6h45 et 23h15, et dimanches/fêtes entre 7h et 23h15. - Particularités : - Le terminus de cette ligne est déplacé à Cenon Gare en cas de levée du pont Chaban-Delmas. - Cette ligne est accompagnée par la navette ARENA en cas d'évènements, entre l'ARENA et Stalingrad. - Cette ligne est accompagnée par le Flex'Bouliac entre l'ARENA et Bouliac (arrêts sur demande). Dernière mise à jour le 23 octobre 2023. |                                                           |                                                           |                                                           |                                                           |                                                           |                                                           |                                                           |                                                           |
| 25    | Dernière actualisation : — |                                                           |                                                           |                                                           |                                                           |                                                           |                                                           |                                                           |                                                           |
| 26    | Principale 26 | Principale 26                                             | Principale 26                                             | Principale 26                                             | Principale 26                                             | Principale 26                                             | Principale 26                                             | Principale 26                                             | Principale 26                                             |
| 26    | Martignas-Sur-Jalle — (Les Pins) ⥋ Mérignac — Lycée Daguin |                                                           |                                                           |                                                           |                                                           |                                                           |                                                           |                                                           |                                                           |
| 26    | Ouverture / Fermeture 4 septembre 2023 / — | Longueur 9 km                                             | Durée 40 min                                              | Nb. d’arrêts 36                                           | Matériel Mercedes Conecto II LF                           | Jours de fonctionnement L, Ma, Me, J, V, S, D             | Jour / Soir / Nuit / Fêtes O / O / N / O                  | Voy. / an —                                               | Dépôt ZA Les Artigons, Saint-Médard en Jalles (KB2M)      |
| 26    | Desserte : - Villes et lieux : - Mérignac (Lycée Daguin/Dassault, Aéroparc, Campus Thalès, circuit de Bordeaux-Mérignac, Girondins Omnisports, centre commercial Mérignac-Soleil) - Martignas-sur-Jalle (Eglise, mairie, collège Aliénor d'Aquitaine, centre commercial) - Correspondances : - : Lycées de Mérignac Mérignac Soleil, Chemin Long et Cadéra-Issartier. |                                                           |                                                           |                                                           |                                                           |                                                           |                                                           |                                                           |                                                           |
| 26    | Autre : - Amplitudes horaires : Lundi-mercredi entre 5h et 23h30, jeudis-vendredis-samedis entre 5h et 0h30, et dimanches/fêtes entre 7h et 23h30. - Particularités : Cette ligne est la seule ligne régulière qui dessert Martignas-sur-Jalle hors ScoDi. Elle est renforcée en heures de pointe par la ligne Directe 51 entre Beaudésert et le Collège Aliénor d'Aquitaine, dans le but de relier directement Martignas à Bordeaux. Dernière mise à jour le 7 novembre 2023. |                                                           |                                                           |                                                           |                                                           |                                                           |                                                           |                                                           |                                                           |
| 26    | Dernière actualisation : — |                                                           |                                                           |                                                           |                                                           |                                                           |                                                           |                                                           |                                                           |
| 27    | Principale 27 | Principale 27                                             | Principale 27                                             | Principale 27                                             | Principale 27                                             | Principale 27                                             | Principale 27                                             | Principale 27                                             | Principale 27                                             |
| 27    | Lormont — Buttinière ou Cenon — Gare ⥋ Bordeaux — Place Ravezies |                                                           |                                                           |                                                           |                                                           |                                                           |                                                           |                                                           |                                                           |
| 27    | Ouverture / Fermeture 4 septembre 2023 / — | Longueur 19 km                                            | Durée 48 min                                              | Nb. d’arrêts 60                                           | Matériel Lion's City GNV                                  | Jours de fonctionnement L, Ma, Me, J, V, S, D             | Jour / Soir / Nuit / Fêtes O / N / N / O                  | Voy. / an 688 399                                         | Dépôt Bastide-Niel (KB2M)                                 |
| 27    | Desserte : - Villes et lieux : - Lormont (Parc Palmer, Centre commercial des Quatre Pavillons) - Artigues-près-Bordeaux (Parc du Château Bétailhe, Parc industriel d'Artigues) - Cenon (Parc du Cypressat) - Floirac (Zone industrielle) - Bordeaux (Zone industrielle, Pont Saint-Jean, Passerelle Eiffel, Pont ferroviaire, Place de Stalingrad, Pont de Pierre, Place Ravezies) - Correspondances : - F41 F43 (Bordeaux Saint-Jean / Paris-Austerlitz) : Cenon ; - : Buttinière, Jean Zay, Stalingrad ; - : La Cité du Vin ; - : Place Ravezies - Le Bouscat. - BatCub : Cité du Vin. |                                                           |                                                           |                                                           |                                                           |                                                           |                                                           |                                                           |                                                           |
| 27    | Autre : - Amplitudes horaires : Lundi-vendredi entre 5h30 et 23h45, samedis entre 6h et 23h45, et dimanches/fêtes entre 7h et 23h30. - Particularités : - La ligne dessert les quais de Brazza et Nuna Sensine (Lormont) et son terminus est déplacé à La Gardette-Bassens-Carbon-Blanc en cas de levée du pont Chaban-Delmas. La rive gauche n'est pas desservie. - Cette ligne est accompagnée par la ligne 53 en heures de pointe en semaine, entre Ravezies et le quai de Brazza. Dernière mise à jour le 23 octobre 2023. |                                                           |                                                           |                                                           |                                                           |                                                           |                                                           |                                                           |                                                           |
| 27    | Dernière actualisation : — |                                                           |                                                           |                                                           |                                                           |                                                           |                                                           |                                                           |                                                           |
| 28    | Principale 28 | Principale 28                                             | Principale 28                                             | Principale 28                                             | Principale 28                                             | Principale 28                                             | Principale 28                                             | Principale 28                                             | Principale 28                                             |
| 28    | Bordeaux — Galin ⥋ Bordeaux — Stalingrad par Cenon et Floirac |                                                           |                                                           |                                                           |                                                           |                                                           |                                                           |                                                           |                                                           |
| 28    | Ouverture / Fermeture 22 février 2010 / — | Longueur 12,7 km                                          | Durée 36 min                                              | Nb. d’arrêts 39                                           | Matériel Lion's City GNV                                  | Jours de fonctionnement L, Ma, Me, J, V, S, D             | Jour / Soir / Nuit / Fêtes O / O / N / O                  | Voy. / an 332 130                                         | Dépôt Bastide-Niel (KB2M)                                 |
| 28    | Desserte : - Villes et lieux : - Bordeaux (Stade Galin) (Zone industrielle, Pont Saint-Jean, Passerelle Eiffel, Pont ferroviaire, Place de Stalingrad, Pont de Pierre) ; - Cenon (Parc du Cypressat) ; - Floirac (Bordeaux Métropole Arena, Zone d'activités des Mondaults, Domaine de la Burthe, Parc du Castel, Mairie, Parc des étangs, Zone industrielle). - Correspondances : - : Galin, Dravemont et Stalingrad. - BatCub : Stalingrad. |                                                           |                                                           |                                                           |                                                           |                                                           |                                                           |                                                           |                                                           |
| 28    | Autre : - Amplitudes horaires : Lundi-vendredi entre 5h et 23h30, samedis entre 6h et 23h30, et dimanches/fêtes entre 7h45 et 23h30. - Particularités : - Cette ligne est accompagnée par la navette ARENA en cas d'évènements, entre l'ARENA et Stalingrad. Dernière mise à jour le 23 octobre 2023. |                                                           |                                                           |                                                           |                                                           |                                                           |                                                           |                                                           |                                                           |
| 28    | Dernière actualisation : — |                                                           |                                                           |                                                           |                                                           |                                                           |                                                           |                                                           |                                                           |
| 29    | Principale 29 | Principale 29                                             | Principale 29                                             | Principale 29                                             | Principale 29                                             | Principale 29                                             | Principale 29                                             | Principale 29                                             | Principale 29                                             |
| 29    | Carbon-Blanc — La Gardette ⥋ Saint-Louis-de-Montferrand — Belle Rive ou Ambarès — Bernatet |                                                           |                                                           |                                                           |                                                           |                                                           |                                                           |                                                           |                                                           |
| 29    | Ouverture / Fermeture 4 septembre 2023 / — | Longueur 15 km                                            | Durée 35 (45) min                                         | Nb. d’arrêts 37                                           | Matériel GX 337                                           | Jours de fonctionnement L, Ma, Me, J, V, S, D             | Jour / Soir / Nuit / Fêtes O / O / N / O                  | Voy. / an —                                               | Dépôt Kéolis Gironde Ambarès                              |
| 29    | Desserte : - Villes et lieux : - Saint-Louis-de-Montferrand (Belle Rive, mairie) - Ambarès-et-Lagrave (mairie, ESAT du Gua) - Carbon-Blanc (Plaine des Sports Seguinaud-Griffons, collège Simone Veil, collège Manon Cormier mairie, cimetière, piscine) - Sainte-Eulalie (Centre Commercial Grand Tour) - Correspondances : - F41 (Bordeaux Saint-Jean - Paris Austerlitz) : Gare de La Gorp ; - : La Gardette (Bassens-Carbon-Blanc). |                                                           |                                                           |                                                           |                                                           |                                                           |                                                           |                                                           |                                                           |
| 29    | Autre : - Amplitudes horaires : La ligne fonctionne du lundi au vendredi de 5 h 30 à 23 h 0, le samedi de 6 h 30 à 23 h 0 et les dimanches et fêtes de 7 h 45 à 23 h 0 environ. Mises à jour bientôt diponibles. - Particularités : - Cette ligne est la seule qui passe par le centre commercial de Sainte-Eulalie, exception faite à la métropole de Bordeaux (la commune n'en fait pas partie) en raison de son affluence. Dernière mise à jour le 23 octobre 2023. |                                                           |                                                           |                                                           |                                                           |                                                           |                                                           |                                                           |                                                           |
| 29    | Dernière actualisation : — |                                                           |                                                           |                                                           |                                                           |                                                           |                                                           |                                                           |                                                           |

### Lignes «Locales»

#### Locales 30
Les « Locales » 30 32 34 37 et 38 sont des lignes de rocades assurant la liaison entre plusieurs communes sans passer par l'hypercentre de Bordeaux. Elles fonctionnent sauf exceptions du lundi au samedi de 6 h à 21 h avec une fréquence en journée de 20, 30 ou 60 minutes en fonction des lignes et possèdent au minimum une correspondance avec une lianes ou une ligne de tramway.
| Ligne | Caractéristiques | Caractéristiques                                                                 | Caractéristiques                                                                 | Caractéristiques                                                                 | Caractéristiques                                                                 | Caractéristiques                                                                 | Caractéristiques                                                                 | Caractéristiques                                                                 | Caractéristiques                                                                 |
| 30    | Locale 30 | Locale 30                                                                        | Locale 30                                                                        | Locale 30                                                                        | Locale 30                                                                        | Locale 30                                                                        | Locale 30                                                                        | Locale 30                                                                        | Locale 30                                                                        |
| 30    | Mérignac — Base Aérienne 106 ou Pessac Centre ⥋ Saint-Médard-en-Jalles — Galaxie | Mérignac — Base Aérienne 106 ou Pessac Centre ⥋ Saint-Médard-en-Jalles — Galaxie | Mérignac — Base Aérienne 106 ou Pessac Centre ⥋ Saint-Médard-en-Jalles — Galaxie | Mérignac — Base Aérienne 106 ou Pessac Centre ⥋ Saint-Médard-en-Jalles — Galaxie | Mérignac — Base Aérienne 106 ou Pessac Centre ⥋ Saint-Médard-en-Jalles — Galaxie | Mérignac — Base Aérienne 106 ou Pessac Centre ⥋ Saint-Médard-en-Jalles — Galaxie | Mérignac — Base Aérienne 106 ou Pessac Centre ⥋ Saint-Médard-en-Jalles — Galaxie | Mérignac — Base Aérienne 106 ou Pessac Centre ⥋ Saint-Médard-en-Jalles — Galaxie | Mérignac — Base Aérienne 106 ou Pessac Centre ⥋ Saint-Médard-en-Jalles — Galaxie |
| ----- | --- | -------------------------------------------------------------------------------- | -------------------------------------------------------------------------------- | -------------------------------------------------------------------------------- | -------------------------------------------------------------------------------- | -------------------------------------------------------------------------------- | -------------------------------------------------------------------------------- | -------------------------------------------------------------------------------- | -------------------------------------------------------------------------------- |
| 30    | Ouverture / Fermeture 4 septembre 2023 / — | Longueur —                                                                       | Durée 55/60 min                                                                  | Nb. d’arrêts 40/50                                                               | Matériel GX 337                                                                  | Jours de fonctionnement L, Ma, Me, J, V, S, D                                    | Jour / Soir / Nuit / Fêtes O / N / N / O                                         | Voy. / an 513 598                                                                | Dépôt St-Médard (Keolis Gironde)                                                 |
| 30    | Desserte : - Villes et lieux : - Saint-Médard-en-Jalles (Parc de Feydit, Zone d'activités Galaxie) - Le Haillan (Les Cinq Chemins, La Morandière, Rostand) - Pessac (Lycée Pape Clément, Château Pape Clément, Pessac Centre) - Mérignac (Zone industrielle du Phare, Parc d'activités, Complexe sportif du Sport athlétique Mérignac, Ancienne et nouvelle église Saint-Vincent, Lycées Fernand-Daguin et Marcel-Dassault, Mérignac Soleil, Base aérienne 106 Bordeaux-Mérignac, Clinique du sport, Cimetière intercommunal) - Correspondances : - F41 F42 (Bordeaux Saint-Jean / Irun) : Pessac-Centre ; - : Le Haillan Rostand, Frères Robinson, Mérignac Centre, Lycées de Mérignac et Quatre Chemins ; - : Pessac Centre.                               |                                                                                  |                                                                                  |                                                                                  |                                                                                  |                                                                                  |                                                                                  |                                                                                  |                                                                                  |
| 30    | Autre : - Amplitudes horaires : Lundi-vendredi entre 6h et 21h15, samedis entre 6h et 20h45, et dimanches/fêtes entre 7h15 et 19h45. Dernière mise à jour le 23 octobre 2023. |                                                                                  |                                                                                  |                                                                                  |                                                                                  |                                                                                  |                                                                                  |                                                                                  |                                                                                  |
| 30    | Dernière actualisation : — |                                                                                  |                                                                                  |                                                                                  |                                                                                  |                                                                                  |                                                                                  |                                                                                  |                                                                                  |
| 32    | Locale 32 | Locale 32                                                                        | Locale 32                                                                        | Locale 32                                                                        | Locale 32                                                                        | Locale 32                                                                        | Locale 32                                                                        | Locale 32                                                                        | Locale 32                                                                        |
| 32    | Floirac — Dravemont ⥋ Bordeaux — Brandenburg |                                                                                  |                                                                                  |                                                                                  |                                                                                  |                                                                                  |                                                                                  |                                                                                  |                                                                                  |
| 32    | Ouverture / Fermeture 22 février 2010 / — | Longueur 28,16 km                                                                | Durée 88 min                                                                     | Nb. d’arrêts 61                                                                  | Matériel Lion's City A21 CNG                                                     | Jours de fonctionnement L, Ma, Me, J, V, S                                       | Jour / Soir / Nuit / Fêtes O / N / N / N                                         | Voy. / an 626 847                                                                | Dépôt Bastide Niel (KB2M)                                                        |
| 32    | Desserte : - Villes et lieux : - Floirac ; - Cenon (Lycée La Morlette, Parc Palmer) ; - Lormont (Centre commercial des Quatre pavillons, Nouveau cimetière, Mairie, Maison de convalescence, Musée national de l'assurance maladie) ; - Bordeaux (Bordeaux-Lac, Palais des congrès, Centre commercial Bordeaux Lac, Place Maran, Brandenburg). - Correspondances : - : Dravemont, La Marègue, La Morlette, Buttinière, Bois Fleuri, Mairie de Lormont ; - : Palais des Congrès, Quarante Journaux ; - : Brandenburg. |                                                                                  |                                                                                  |                                                                                  |                                                                                  |                                                                                  |                                                                                  |                                                                                  |                                                                                  |
| 32    | Autre : - Amplitudes horaires : Lundi-vendredi entre 5h30 et 22h et samedis entre 6h et 22h. - Particularités : - Cette ligne emprunte le pont d'Aquitaine, par la rocade () entre les sorties 2 et 3 Lormont Carriet, Lormont Centre et 4 Bordeaux-Lac Parc des Expositions. Dernière mise à jour le 23 octobre 2023. |                                                                                  |                                                                                  |                                                                                  |                                                                                  |                                                                                  |                                                                                  |                                                                                  |                                                                                  |
| 32    | Dernière actualisation : — |                                                                                  |                                                                                  |                                                                                  |                                                                                  |                                                                                  |                                                                                  |                                                                                  |                                                                                  |
| 33    | Locale 33 | Locale 33                                                                        | Locale 33                                                                        | Locale 33                                                                        | Locale 33                                                                        | Locale 33                                                                        | Locale 33                                                                        | Locale 33                                                                        | Locale 33                                                                        |
| 33    | Mérignac — Aéroport ⥋ Bordeaux — Cracovie |                                                                                  |                                                                                  |                                                                                  |                                                                                  |                                                                                  |                                                                                  |                                                                                  |                                                                                  |
| 33    | Ouverture / Fermeture 22 février 2010 / — | Longueur 14 km                                                                   | Durée 44 min                                                                     | Nb. d’arrêts 43                                                                  | Matériel Mercedes-Benz Citaro C2 Hybrid, Heuliez GX 337                          | Jours de fonctionnement L, Ma, Me, J, V, S                                       | Jour / Soir / Nuit / Fêtes O / N / N / N                                         | Voy. / an 276 316                                                                | Dépôt Kéolis Gironde                                                             |
| 33    | Desserte : - Villes et lieux : - Mérignac (Aéroport, Chemin-Long, Mérignac Soleil, Lycées Fernand-Daguin et Marcel-Dassault, Ancienne et nouvelle église Saint-Vincent) ; - Bordeaux (Église Saint-Amand de Caudéran, Les Aubiers) ; - Le Bouscat (Halte Ferroviaire Sainte-Germaine, Parc de la Chêneraie, Presbytère Sainte-Clothilde, Mairie) ; - Bruges (Cimetière Nord). - Correspondances : - : Aéroport de Bordeaux-Mérignac - F42: Gare du Bouscat Saint-Germaine - : Aéroport, Chemin Long, Lycées de Mérignac et Mérignac Centre - : Les Ecus, Sainte-Germaine - : La Vache, Les Aubiers et Cracovie. |                                                                                  |                                                                                  |                                                                                  |                                                                                  |                                                                                  |                                                                                  |                                                                                  |                                                                                  |
| 33    | Autre : - Amplitudes horaires : Lundi-vendredi entre 6h30 et 21h30 et samedis entre 7h30 et 21h30. Dernière mise à jour le 23 octobre 2023. |                                                                                  |                                                                                  |                                                                                  |                                                                                  |                                                                                  |                                                                                  |                                                                                  |                                                                                  |
| 33    | Dernière actualisation : — |                                                                                  |                                                                                  |                                                                                  |                                                                                  |                                                                                  |                                                                                  |                                                                                  |                                                                                  |
| 34    | Locale 34 | Locale 34                                                                        | Locale 34                                                                        | Locale 34                                                                        | Locale 34                                                                        | Locale 34                                                                        | Locale 34                                                                        | Locale 34                                                                        | Locale 34                                                                        |
| 34    | Mérignac — Les Pins ⥋ Talence Peixotto |                                                                                  |                                                                                  |                                                                                  |                                                                                  |                                                                                  |                                                                                  |                                                                                  |                                                                                  |
| 34    | Ouverture / Fermeture 22 février 2010 / — | Longueur 27,67 km                                                                | Durée 82 min                                                                     | Nb. d’arrêts 65                                                                  | Matériel GX 427                                                                  | Jours de fonctionnement L, Ma, Me, J, V, S, D                                    | Jour / Soir / Nuit / Fêtes O / N / N / N                                         | Voy. / an 946 661                                                                | Dépôt Dépôt de Lescure (KB2M)                                                    |
| 34    | Desserte : - Villes et lieux : - Mérignac (Mairie, Parc du Vivier, Parc d'activités de l'Hippodrome, Mérignac Soleil, Esarc Evolution, Stade Joseph-Antoine Cruchon, Bois du Burck) - Pessac (Lycée Pape-Clément, Château Pape Clément, Parc du Château de Camponac, Église Saint-Jacques, Zone commerciale, Parc industriel de Pessac-Bersol, Stade Bougnard, Parc technologique et scientifique Unitec, Domaine universitaire de Talence Pessac Gradignan) - Correspondances : - : Les Pins et Frères Robinson ; - : Châtaigneraie, Saige et Unitec. |                                                                                  |                                                                                  |                                                                                  |                                                                                  |                                                                                  |                                                                                  |                                                                                  |                                                                                  |
| 34    | Autre : - Amplitudes horaires : Lundi-samedi entre 5h30 et 23h30. Dernière mise à jour le 23 octobre 2023. |                                                                                  |                                                                                  |                                                                                  |                                                                                  |                                                                                  |                                                                                  |                                                                                  |                                                                                  |
| 34    | Dernière actualisation : — |                                                                                  |                                                                                  |                                                                                  |                                                                                  |                                                                                  |                                                                                  |                                                                                  |                                                                                  |
| 37    | Locale 37 | Locale 37                                                                        | Locale 37                                                                        | Locale 37                                                                        | Locale 37                                                                        | Locale 37                                                                        | Locale 37                                                                        | Locale 37                                                                        | Locale 37                                                                        |
| 37    | Saint-Aubin-de-Médoc — Lycée Sud-Médoc (Saint-Aubin-de-Médoc — Villepreux en semaine à certains services) ⥋ Bordeaux — Parc des expositions - Stade Matmut-Atlantique |                                                                                  |                                                                                  |                                                                                  |                                                                                  |                                                                                  |                                                                                  |                                                                                  |                                                                                  |
| 37    | Ouverture / Fermeture 22 février 2010 / — | Longueur —                                                                       | Durée 40 (45) min                                                                | Nb. d’arrêts 39 (45)                                                             | Matériel GX 327 GNV Lion's City GNV Citélis 18 GNV                               | Jours de fonctionnement L, Ma, Me, J, V, S                                       | Jour / Soir / Nuit / Fêtes O / N / N / N                                         | Voy. / an 183 844                                                                | Dépôt CEL et Dépôt Vaquier (KB2M)                                                |
| 37    | Desserte : - Villes et lieux : - Saint-Aubin-de-Médoc (Cimetière, Église Saint-Aubin, Mairie, Lycée Sud Médoc - La Boétie) ; - Saint-Médard-en-Jalles (Église Saint-Médard, Mairie, Carré des Jalles) ; - Le Taillan-Médoc (La Boétie, Cimetière) ; - Blanquefort (Lycée Jean-Monnet, Domaine de Maurian, Lycée Agricole, Parc de Fongravey, Centre commercial de la Renney, Lycée du bâtiment, Zone industrielle) ; - Bordeaux (Bois de Bordeaux, Golf de Bordeaux, Camping international, Bordeaux-Lac, Parc des expositions, Stade Matmut-Atlantique) - Correspondances : - F42 (Bordeaux Saint-Jean - Pointe de Grave) : Blanquefort ; - : Gare de Blanquefort (depuis l'avenue du 11 novembre) et Parc des expositions - Stade Matmut-Atlantique.       |                                                                                  |                                                                                  |                                                                                  |                                                                                  |                                                                                  |                                                                                  |                                                                                  |                                                                                  |
| 37    | Autre : - Amplitudes horaires : Lundi-vendredi entre 6h et 21h45, et samedis entre 7h et 20h45. Dernière mise à jour le 23 octobre 2023. |                                                                                  |                                                                                  |                                                                                  |                                                                                  |                                                                                  |                                                                                  |                                                                                  |                                                                                  |
| 37    | Dernière actualisation : — |                                                                                  |                                                                                  |                                                                                  |                                                                                  |                                                                                  |                                                                                  |                                                                                  |                                                                                  |
| 38    | Locale 38 | Locale 38                                                                        | Locale 38                                                                        | Locale 38                                                                        | Locale 38                                                                        | Locale 38                                                                        | Locale 38                                                                        | Locale 38                                                                        | Locale 38                                                                        |
| 38    | Mérignac — Phare ⥋ Blanquefort — Caychac |                                                                                  |                                                                                  |                                                                                  |                                                                                  |                                                                                  |                                                                                  |                                                                                  |                                                                                  |
| 38    | Ouverture / Fermeture 2 mars 2020 / — | Longueur 17,8 km                                                                 | Durée 42 min                                                                     | Nb. d’arrêts 41                                                                  | Matériel Iveco Crossway LE City                                                  | Jours de fonctionnement L, Ma, Me, J, V, S, D                                    | Jour / Soir / Nuit / Fêtes O / N / N / O                                         | Voy. / an —                                                                      | Dépôt St Médard (Keolis Gironde)                                                 |
| 38    | Desserte : - Villes et lieux : - Mérignac (Zone du Phare Nord) - Le Haillan (quartier Rostand) - Eysines (Espace St-Pé, Parc d'activités Mermoz, Lycée d'enseignement adapté de la Plaine, quartier Montalieu, Château Lescombes - Centre d'art contemporain, quartier Le Derby, quartier Le Grand Caillou, quartier Le Vigean, Lycée Charles Peguy, Zone maraîchère) - Blanquefort (Parc de Majolan, quartier Canteret, Mairie, Collège Dupaty, quartier Frankton, Centre commercial La Renney, Parc de Fongravey, Gare de Blanquefort, Parc des Lacs, Ecoparc, Lycée agricole, quartier Caychac) - Correspondances : - F42 (Bordeaux Saint-Jean - Pointe de Grave) : Blanquefort ; - : Le Haillan Rostand ; - : Picot ; - : Frankton, Gare de Blanquefort. |                                                                                  |                                                                                  |                                                                                  |                                                                                  |                                                                                  |                                                                                  |                                                                                  |                                                                                  |
| 38    | Autre : - Amplitudes horaires : Lundi-vendredi entre 4h50 et 21h40, samedis entre 6h et 21h40 et dimanches/fêtes entre 7h et 21h40. - Particularités : Cette ligne dessert le lycée Charles Péguy en heures d'entrée/sortie des élèves. Dernière mise à jour le 23 octobre 2023. |                                                                                  |                                                                                  |                                                                                  |                                                                                  |                                                                                  |                                                                                  |                                                                                  |                                                                                  |
| 38    | Dernière actualisation : — |                                                                                  |                                                                                  |                                                                                  |                                                                                  |                                                                                  |                                                                                  |                                                                                  |                                                                                  |

#### Locales 60 à 90
Les autres lignes assurent la liaison entre les communes les plus excentrées et Bordeaux ou desservent des zones peu denses. Elles fonctionnent sauf exceptions du lundi au samedi de 5 h 20 à 20 h 30 avec une fréquence en journée de 30 à 45 minutes en fonction des lignes et possèdent au minimum une correspondance avec une lianes ou une ligne de tramway.
| Ligne | Caractéristiques | Caractéristiques                             | Caractéristiques                             | Caractéristiques                             | Caractéristiques                                          | Caractéristiques                              | Caractéristiques                             | Caractéristiques                             | Caractéristiques                             |
| 60    | Locale 60 | Locale 60                                    | Locale 60                                    | Locale 60                                    | Locale 60                                                 | Locale 60                                     | Locale 60                                    | Locale 60                                    | Locale 60                                    |
| 60    | Bassens — La Chênaie ⥋ Bordeaux — Stalingrad | Bassens — La Chênaie ⥋ Bordeaux — Stalingrad | Bassens — La Chênaie ⥋ Bordeaux — Stalingrad | Bassens — La Chênaie ⥋ Bordeaux — Stalingrad | Bassens — La Chênaie ⥋ Bordeaux — Stalingrad              | Bassens — La Chênaie ⥋ Bordeaux — Stalingrad  | Bassens — La Chênaie ⥋ Bordeaux — Stalingrad | Bassens — La Chênaie ⥋ Bordeaux — Stalingrad | Bassens — La Chênaie ⥋ Bordeaux — Stalingrad |
| ----- | --- | -------------------------------------------- | -------------------------------------------- | -------------------------------------------- | --------------------------------------------------------- | --------------------------------------------- | -------------------------------------------- | -------------------------------------------- | -------------------------------------------- |
| 60    | Ouverture / Fermeture 4 septembre 2023 / — | Longueur —                                   | Durée 45 min                                 | Nb. d’arrêts 60                              | Matériel GX 337 et Citaro C2 Hybride                      | Jours de fonctionnement L, Ma, Me, J, V, S, D | Jour / Soir / Nuit / Fêtes O / N / N / N     | Voy. / an —                                  | Dépôt Ambares Kéolis Gironde                 |
| 60    | Desserte : - Villes et lieux : - Bassens (Mairie, collège Manon Cormier, cimetière) ; - Carbon-Blanc (Complexe sportif Lacoste, plaine des sports Seguinaud-Griffons) ; - Lormont (Lissandre, Lormont-Bas) ; - Cenon (mairie) ; - Floirac (Cours Gambetta) ; - Bordeaux (place Stalingrad, quai Deschamps). - Correspondances : - : La Gardette Bassens-Carbon-Blanc, Carnot-Mairie de Cenon, Jean Jaurès et Stalingrad. - BatCub : Stalingrad, Lormont-Bas. |                                              |                                              |                                              |                                                           |                                               |                                              |                                              |                                              |
| 60    | Autre : - Amplitudes horaires : Lundi-vendredi entre 5h30 et 21h45, samedis entre 6h et 21h45, et dimanches/fêtes entre 7h et 21h45. Dernière mise à jour le 25 octobre 2023. |                                              |                                              |                                              |                                                           |                                               |                                              |                                              |                                              |
| 60    | Dernière actualisation : — |                                              |                                              |                                              |                                                           |                                               |                                              |                                              |                                              |
| 61    | Locale 61 | Locale 61                                    | Locale 61                                    | Locale 61                                    | Locale 61                                                 | Locale 61                                     | Locale 61                                    | Locale 61                                    | Locale 61                                    |
| 61    | Ambès — Escarraguel ⥋ Bordeaux Jardin Botanique |                                              |                                              |                                              |                                                           |                                               |                                              |                                              |                                              |
| 61    | Ouverture / Fermeture 4 septembre 2023 / — | Longueur —                                   | Durée 45 min                                 | Nb. d’arrêts 55                              | Matériel GX 337 et Citaro C2 Hybride                      | Jours de fonctionnement L, Ma, Me, J, V, S, D | Jour / Soir / Nuit / Fêtes O / N / N / O     | Voy. / an —                                  | Dépôt Ambares Kéolis Gironde                 |
| 61    | Desserte : - Villes et lieux : - Bordeaux (Jardin Botanique, Darwin, Pôle universitaire de gestion de la Bastide, quai Brazza) ; - Lormont (quai Numa Sensine, Lormont-Bas) ; - Saint-Louis-de-Montferrand (mairie, stade municipal) ; - Bassens (quai Français) ; - Ambès (piscine, salle multisports, bibliothèque, cimetière). - Correspondances : - : Jardin Botanique. - BatCub : Lormont-Bas. |                                              |                                              |                                              |                                                           |                                               |                                              |                                              |                                              |
| 61    | Autre : - Amplitudes horaires : Lundi-vendredi entre 5h30 et 20h15, samedis entre 6h30 et 20h15, et dimanches/fêtes entre 9h et 19h45. - Particularités : - La ligne est accompagnée de la ligne 53 entre Brazza et Ambès en heures de pointe. - La ligne longe la Garonne de la place Staligrad à Ambès. Dernière mise à jour le 25 octobre 2023. |                                              |                                              |                                              |                                                           |                                               |                                              |                                              |                                              |
| 61    | Dernière actualisation : — |                                              |                                              |                                              |                                                           |                                               |                                              |                                              |                                              |
| 64    | Locale 64 | Locale 64                                    | Locale 64                                    | Locale 64                                    | Locale 64                                                 | Locale 64                                     | Locale 64                                    | Locale 64                                    | Locale 64                                    |
| 64    | Lormont — Buttinière ⥋ Circulaire vers Artigues — Fontderode / Tout-Y-Faut |                                              |                                              |                                              |                                                           |                                               |                                              |                                              |                                              |
| 64    | Ouverture / Fermeture 4 septembre 2023 / — | Longueur —                                   | Durée —                                      | Nb. d’arrêts 47                              | Matériel Lion's City A21 GNG                              | Jours de fonctionnement L, Ma, Me, J, V       | Jour / Soir / Nuit / Fêtes O / N / N / N     | Voy. / an —                                  | Dépôt Bastide-Niel (KB2M)                    |
| 64    | Desserte : - Villes et lieux : - Lormont (Polyclinique 4 Pavillons, centre commercial des 4 Pavillons) ; - Cenon (avenue Carnot) ; - Artigues (église romane, médiathèque, mairie, parc de la mairie). - Correspondances : - : Buttinière. |                                              |                                              |                                              |                                                           |                                               |                                              |                                              |                                              |
| 64    | Autre : - Amplitudes horaires : Lundi-vendredi entre 5h30 et 21h. - Particularités : - Certains arrêts sont pris en charge par le Flex'Artigues le week-end. Dernière mise à jour le 25 octobre 2023. |                                              |                                              |                                              |                                                           |                                               |                                              |                                              |                                              |
| 64    | Dernière actualisation : — |                                              |                                              |                                              |                                                           |                                               |                                              |                                              |                                              |
| 65    | Locale 65 | Locale 65                                    | Locale 65                                    | Locale 65                                    | Locale 65                                                 | Locale 65                                     | Locale 65                                    | Locale 65                                    | Locale 65                                    |
| 65    | Artigues — Tout-Y-Faut ⥋ Bordeaux — Stalingrad |                                              |                                              |                                              |                                                           |                                               |                                              |                                              |                                              |
| 65    | Ouverture / Fermeture 4 septembre 2023 / — | Longueur —                                   | Durée 25 min                                 | Nb. d’arrêts 25                              | Matériel Crossway LE City                                 | Jours de fonctionnement L, Ma, Me, J, V, S    | Jour / Soir / Nuit / Fêtes O / N / N / N     | Voy. / an —                                  | Dépôt Bassens Citram Aquitaine               |
| 65    | Desserte : - Villes et lieux : - Bordeaux (Benauge, salle Jean Dauguet, lycée François Mauriac, collège Léonard Lenoir, lycée Trégey) ; - Cenon (Bas-Cenon) ; - Floirac (Dravemont) ; - Artigues (mairie, ESAT Descartes). - Correspondances : - : Stalingrad, Dravemont. - BatCub : Stalingrad. |                                              |                                              |                                              |                                                           |                                               |                                              |                                              |                                              |
| 65    | Autre : - Amplitudes horaires : Lundi-vendredi entre 6h45 et 20h et samedis entre 8h45 et 20h. Dernière mise à jour le 25 octobre 2023. |                                              |                                              |                                              |                                                           |                                               |                                              |                                              |                                              |
| 65    | Dernière actualisation : — |                                              |                                              |                                              |                                                           |                                               |                                              |                                              |                                              |
| 66    | Locale 66 | Locale 66                                    | Locale 66                                    | Locale 66                                    | Locale 66                                                 | Locale 66                                     | Locale 66                                    | Locale 66                                    | Locale 66                                    |
| 66    | Lormont — Lauriers ⥋ Lormont — Buttinière par Cenon et Artigues |                                              |                                              |                                              |                                                           |                                               |                                              |                                              |                                              |
| 66    | Ouverture / Fermeture 4 septembre 2023 / — | Longueur —                                   | Durée 20 min                                 | Nb. d’arrêts 25                              | Matériel Lion's City A21 GNG                              | Jours de fonctionnement L, Ma, Me, J, V, S    | Jour / Soir / Nuit / Fêtes O / N / N / N     | Voy. / an —                                  | Dépôt Bastide-Niel (KB2M)                    |
| 66    | Desserte : - Villes et lieux : - Artigues-près-Bordeaux (complexe sportif Joseph Labat) ; - Cenon (collège Jean Jaurès, centre commercial des 4 Pavillons) ; - Lormont (polyclinique des 4 Pavillons). - Correspondances : - : Buttinière, Lauriers. |                                              |                                              |                                              |                                                           |                                               |                                              |                                              |                                              |
| 66    | Autre : - Amplitudes horaires : Lundi-vendredi entre 6h30 et 21h et samedis entre 8h45 et 20h. Dernière mise à jour le 25 octobre 2023. |                                              |                                              |                                              |                                                           |                                               |                                              |                                              |                                              |
| 66    | Dernière actualisation : — |                                              |                                              |                                              |                                                           |                                               |                                              |                                              |                                              |
| 67    | Locale 67 | Locale 67                                    | Locale 67                                    | Locale 67                                    | Locale 67                                                 | Locale 67                                     | Locale 67                                    | Locale 67                                    | Locale 67                                    |
| 67    | Lormont — Buttinière ⥋ Circulaire vers Artigues — Stade / Cimetière |                                              |                                              |                                              |                                                           |                                               |                                              |                                              |                                              |
| 67    | Ouverture / Fermeture 4 septembre 2023 / — | Longueur —                                   | Durée 25 min                                 | Nb. d’arrêts 25                              | Matériel Lion's City A21 GNG                              | Jours de fonctionnement L, Ma, Me, J, V       | Jour / Soir / Nuit / Fêtes O / N / N / N     | Voy. / an —                                  | Dépôt Bastide-Niel (KB2M)                    |
| 67    | Desserte : - Villes et lieux : - Artigues-près-Bordeaux (centre de loisirs de Lestrille, cimetière intercommunal) ; - Cenon (collège Jean Jaurès, centre commercial des 4 Pavillons) ; - Lormont (polyclinique des 4 Pavillons). - Correspondances : - : Buttinière. |                                              |                                              |                                              |                                                           |                                               |                                              |                                              |                                              |
| 67    | Autre : - Amplitudes horaires : Lundi-vendredi entre 6h30 et 19h45. - Particularités : - Certains arrêts sont pris en charge par le Flex'Artigues le week-end. Dernière mise à jour le 25 octobre 2023. |                                              |                                              |                                              |                                                           |                                               |                                              |                                              |                                              |
| 67    | Dernière actualisation : — |                                              |                                              |                                              |                                                           |                                               |                                              |                                              |                                              |
| 69    | Locale 69 | Locale 69                                    | Locale 69                                    | Locale 69                                    | Locale 69                                                 | Locale 69                                     | Locale 69                                    | Locale 69                                    | Locale 69                                    |
| 69    | Ambarès — Max Linder ⥋ Ambarès — Quinsus |                                              |                                              |                                              |                                                           |                                               |                                              |                                              |                                              |
| 69    | Ouverture / Fermeture 4 septembre 2023 / — | Longueur —                                   | Durée 35 min                                 | Nb. d’arrêts 35                              | Matériel Crossway LE City                                 | Jours de fonctionnement L, Ma, Me, J, V, S    | Jour / Soir / Nuit / Fêtes O / N / N / N     | Voy. / an —                                  | Dépôt Bassens Citram Aquitaine               |
| 69    | Desserte : - Villes et lieux : - Ambarès-et-Lagrave (ITEP Saint-Denis, collège Claude Massé, collège Max Linder, mairie). - Correspondances : - F41 (Bordeaux Saint-Jean - Paris Austerlitz) : Gare de La Gorp |                                              |                                              |                                              |                                                           |                                               |                                              |                                              |                                              |
| 69    | Autre : - Amplitudes horaires : Lundi-vendredi entre 5h30 et 21h, samedis entre 6h et 19h30. Dernière mise à jour le 25 octobre 2023. |                                              |                                              |                                              |                                                           |                                               |                                              |                                              |                                              |
| 69    | Dernière actualisation : — |                                              |                                              |                                              |                                                           |                                               |                                              |                                              |                                              |
| 70    | Locale 70 | Locale 70                                    | Locale 70                                    | Locale 70                                    | Locale 70                                                 | Locale 70                                     | Locale 70                                    | Locale 70                                    | Locale 70                                    |
| 70    | Eysines — Lycée Charles Péguy ⥋ Bordeaux — Gambetta-Mériadeck |                                              |                                              |                                              |                                                           |                                               |                                              |                                              |                                              |
| 70    | Ouverture / Fermeture 4 septembre 2023 / — | Longueur —                                   | Durée 35 min                                 | Nb. d’arrêts 35                              | Matériel GX 327 GNV et Lion's City A21 CNG                | Jours de fonctionnement L, Ma, Me, J, V, S, D | Jour / Soir / Nuit / Fêtes O / N / N / N     | Voy. / an —                                  | Dépôt CEL (KB2M)                             |
| 70    | Desserte : - Villes et lieux : - Eysines (lycée Charles Péguy, centre commercial du Vigean) ; - Bruges (stade municipal, centre de la Tour de Gassies, polyclinique Jean Vilar, mairie, CFA Industrie) ; - Le Bouscat (collège Ausone, centre administratif Monichon, cimetière du Bouscat) ; - Bordeaux (collège Sainte-Clothilde, Ecole Tivoli/Ecole l'Assomption/Lycée Bel-Orme, cité administrative, cimetière de la Chartreuse, hôtel du département/préfecture, centre commercial Mériadeck). - Correspondances : - F42 (Bordeaux Saint-Jean - Pointe de Grave) : Bruges ; - : Mériadeck et Saint-Bruno Hôtel de Région ; - : Barrière du Médoc ; - : Ausone et Gare de Bruges. |                                              |                                              |                                              |                                                           |                                               |                                              |                                              |                                              |
| 70    | Autre : - Amplitudes horaires : Lundi-vendredi entre 5h30 et 21h, samedis entre 6h30 et 21h et dimanches/fêtes entre 7h30 et 21h. Dernière mise à jour le 25 octobre 2023. |                                              |                                              |                                              |                                                           |                                               |                                              |                                              |                                              |
| 70    | Dernière actualisation : — |                                              |                                              |                                              |                                                           |                                               |                                              |                                              |                                              |
| 71    | Locale 71 | Locale 71                                    | Locale 71                                    | Locale 71                                    | Locale 71                                                 | Locale 71                                     | Locale 71                                    | Locale 71                                    | Locale 71                                    |
| 71    | Mérignac — Henri Barbusse ⥋ Le Taillan-Médoc — Lycée Sud-Médoc (Bois de Mont) |                                              |                                              |                                              |                                                           |                                               |                                              |                                              |                                              |
| 71    | Ouverture / Fermeture 4 septembre 2023 / — | Longueur —                                   | Durée 45 min                                 | Nb. d’arrêts 50                              | Matériel GX337 et eCitaro                                 | Jours de fonctionnement L, Ma, Me, J, V, S, D | Jour / Soir / Nuit / Fêtes O / N / N / N     | Voy. / an —                                  | Dépôt St-Médard (Keolis Gironde)             |
| 71    | Desserte : - Villes et lieux : - Mérignac (Capeyron nord, av de Magudas) ; - Le Haillan (nouveau collège, collège Emile Zola) ; - Saint-Médard-en-Jalles (Carré des Jalles, collège Hastignan, collège François Mauriac, mairie, mairie annexe de Magudas) ; - Le Taillan-Médoc (lycée Sud Médoc). - Correspondances : - : Le Haillan-Rostand, Les Pins. |                                              |                                              |                                              |                                                           |                                               |                                              |                                              |                                              |
| 71    | Autre : - Amplitudes horaires : Lundi-vendredi entre 6h30 et 21h, samedis entre 6h30 et 20h15 et dimanches/fêtes entre 8h et 19h45. Dernière mise à jour le 25 octobre 2023. |                                              |                                              |                                              |                                                           |                                               |                                              |                                              |                                              |
| 71    | Dernière actualisation : — |                                              |                                              |                                              |                                                           |                                               |                                              |                                              |                                              |
| 72    | Locale 72 | Locale 72                                    | Locale 72                                    | Locale 72                                    | Locale 72                                                 | Locale 72                                     | Locale 72                                    | Locale 72                                    | Locale 72                                    |
| 72    | Bruges — Gare (ou Zone de Frêt en heures de pointe) ⥋ Le Haillan — Collège Emile Zola |                                              |                                              |                                              |                                                           |                                               |                                              |                                              |                                              |
| 72    | Ouverture / Fermeture 4 septembre 2023 / — | Longueur —                                   | Durée 30 (45) min                            | Nb. d’arrêts 40                              | Matériel GX 337 et Citaro C2 Hybride                      | Jours de fonctionnement L, Ma, Me, J, V, S    | Jour / Soir / Nuit / Fêtes O / N / N / N     | Voy. / an —                                  | Dépôt Bruges (Keolis Gironde)                |
| 72    | Desserte : - Villes et lieux : - Le Haillan (collège Emile Zola, lycée horticole) - Eysines (piscine du Pinsan, mairie, Château Lescombes, le Plateau, supermarché, le Vigean, Treulon) - Bruges (mairie, gare) - Correspondances : - F42 (Bordeaux Saint-Jean - Pointe de Grave) : Bruges ; - : Eysines-Centre, Champ de Courses-Treulon ; - : Gare de Bruges. |                                              |                                              |                                              |                                                           |                                               |                                              |                                              |                                              |
| 72    | Autre : - Amplitudes horaires : Lundi-vendredi entre 6h et 20h30, samedis entre 7h15 et 20h30. - Particularité : - La ligne est étendue jusqu'à la zone de Frêt de Bruges en heures de pointe, en desservant le domaine du Grand Darnal et le Tasta/Villabois. Dernière mise à jour le 25 octobre 2023. |                                              |                                              |                                              |                                                           |                                               |                                              |                                              |                                              |
| 72    | Dernière actualisation : — |                                              |                                              |                                              |                                                           |                                               |                                              |                                              |                                              |
| 73    | Locale 73 | Locale 73                                    | Locale 73                                    | Locale 73                                    | Locale 73                                                 | Locale 73                                     | Locale 73                                    | Locale 73                                    | Locale 73                                    |
| 73    | Le Bouscat — Hippodrome ⥋ Bègles — Centre commercial Rives d'Arcins |                                              |                                              |                                              |                                                           |                                               |                                              |                                              |                                              |
| 73    | Ouverture / Fermeture 4 septembre 2023 / — | Longueur —                                   | Durée 30 (45) min                            | Nb. d’arrêts 45                              | Matériel GX 137                                           | Jours de fonctionnement L, Ma, Me, J, V, S2   | Jour / Soir / Nuit / Fêtes O / N / N / O     | Voy. / an —                                  | Dépôt Dépôt de Lescurec (KB2M)               |
| 73    | Desserte : - Villes et lieux : - Le Bouscat (Hippodrome, Bois du Bouscat) - Eysines (Migron, place Florale) - Bordeaux (cliniques Pins-Francs et St-Augustin, hôpital Pellegrin, hôpital Charles Perrens, Monséjour, collège Emile Combes, Caudéran, campus Carreire) - Talence (cinéma, cimetière, stade Suzon) - Bègles (stade Moga, mairie, cimetière, lycée Emile Combes, Rives d'Arcins) - Correspondances : - : Hippodrome ; - : Talence-Centre Forum : - : Stade Musard. |                                              |                                              |                                              |                                                           |                                               |                                              |                                              |                                              |
| 73    | Autre : - Amplitudes horaires : Lundi-vendredi entre 6h et 21h, samedis entre 6h15 et 21h, et dimanches/fêtes entre 8h et 20h30 (tronçon Pellegrin-Rives d'Arcins). - Particularité : Cette ligne a les mêmes terminus que la ligne 23. Dernière mise à jour le 25 octobre 2023. |                                              |                                              |                                              |                                                           |                                               |                                              |                                              |                                              |
| 73    | Dernière actualisation : — |                                              |                                              |                                              |                                                           |                                               |                                              |                                              |                                              |
| 74    | Locale 74 | Locale 74                                    | Locale 74                                    | Locale 74                                    | Locale 74                                                 | Locale 74                                     | Locale 74                                    | Locale 74                                    | Locale 74                                    |
| 74    | Mérignac — Fontaine d'Arlac ⥋ Gradignan — Stade Ornon |                                              |                                              |                                              |                                                           |                                               |                                              |                                              |                                              |
| 74    | Ouverture / Fermeture 4 septembre 2023 / — | Longueur —                                   | Durée 45 min                                 | Nb. d’arrêts 60                              | Matériel GX 327                                           | Jours de fonctionnement L, Ma, Me, J, V, S, D | Jour / Soir / Nuit / Fêtes O / N / N / O     | Voy. / an —                                  | Dépôt Lescure (KB2M)                         |
| 74    | Desserte : - Villes et lieux : - Mérignac (Arlac, Krakatoa, mairie annexe du Burck) - Pessac (Cinéma Jean Eustache, hôpital Haut-Lévêque, médiathèque Camponac, mairie, collège Noès, collège François Mitterrand, ZA Bersol) - Gradignan (Stade Ornon, hôtels, zone commerciale) - Correspondances : - F42 (Bordeaux Saint-Jean - Pointe de Grave) : Arlac ; - F41 F42 (Bordeaux Saint-Jean - Pointe de Grave) : Pessac-Centre ; - : Fontaine d'Arlac ; - : Pessac Centre, Hôpital Haut-Lévêque et Châtaigneraie. |                                              |                                              |                                              |                                                           |                                               |                                              |                                              |                                              |
| 74    | Autre : - Amplitudes horaires : Lundi-samedi entre 5h30 et 21h30, dimanches/fêtes entre 6h45 et 21h30. - Particularité : - Cette ligne est accompagnée de la ligne 55 entre Pessac-Centre et Bersol en heures de pointe. Dernière mise à jour le 25 octobre 2023. |                                              |                                              |                                              |                                                           |                                               |                                              |                                              |                                              |
| 74    | Dernière actualisation : — |                                              |                                              |                                              |                                                           |                                               |                                              |                                              |                                              |
| 75    | Locale 75 | Locale 75                                    | Locale 75                                    | Locale 75                                    | Locale 75                                                 | Locale 75                                     | Locale 75                                    | Locale 75                                    | Locale 75                                    |
| 75    | Bruges — Gare de Bruges ⥋ Bordeaux — Brandenburg |                                              |                                              |                                              |                                                           |                                               |                                              |                                              |                                              |
| 75    | Ouverture / Fermeture 4 septembre 2023 / — | Longueur —                                   | Durée 30 min                                 | Nb. d’arrêts 30                              | Matériel MAN Lion's City#Lion's City 12 G Efficienthybrid | Jours de fonctionnement L, Ma, Me, J, V, S    | Jour / Soir / Nuit / Fêtes O / N / N / N     | Voy. / an —                                  | Dépôt Bruges (Keolis Gironde)                |
| 75    | Desserte : - Villes et lieux : - Bruges (Gare, domaine du Grand Darnal, Tasta/Villabois, camping international) ; - Bordeaux (parc des expositions, Matmut Atlantique, Vélodrome, zone d'Activités Bordeaux-Nord, Peyronneaud, Claveau, Brandenburg). - Correspondances : - F42 (Bordeaux Saint-Jean - Pointe de Grave) : Bruges ; - : Gare de Bruges et Parc des Expositions; - : Brandenburg. |                                              |                                              |                                              |                                                           |                                               |                                              |                                              |                                              |
| 75    | Autre : - Amplitudes horaires : Lundi-vendredi entre 5h30 et 21h30, samedis entre 6h et 21h30. Dernière mise à jour le 25 octobre 2023. |                                              |                                              |                                              |                                                           |                                               |                                              |                                              |                                              |
| 75    | Dernière actualisation : — |                                              |                                              |                                              |                                                           |                                               |                                              |                                              |                                              |
| 76    | Locale 76 | Locale 76                                    | Locale 76                                    | Locale 76                                    | Locale 76                                                 | Locale 76                                     | Locale 76                                    | Locale 76                                    | Locale 76                                    |
| 76    | Parempuyre — Landegrand ⥋ Bordeaux — Brandenburg |                                              |                                              |                                              |                                                           |                                               |                                              |                                              |                                              |
| 76    | Ouverture / Fermeture 4 septembre 2023 / — | Longueur —                                   | Durée 30 min                                 | Nb. d’arrêts 25                              | Matériel Man Lion's City 12 G Efficienthybrid             | Jours de fonctionnement L, Ma, Me, J, V, S, D | Jour / Soir / Nuit / Fêtes O / N / N / N     | Voy. / an —                                  | Dépôt Bruges (Keolis Gironde)                |
| 76    | Desserte : - Villes et lieux : - Parempuyre (Zone d'activités Landegrand, gare, mairie, cimetière, collège Portes du Médoc, route de Labarde) - Bordeaux (Zone d'activités Bordeaux-Nord, Peyronneaud, place Maran, Brandenburg) - Correspondances : - F42 (Bordeaux Saint-Jean - Pointe de Grave) : Parempuyre ; - : Brandenburg. |                                              |                                              |                                              |                                                           |                                               |                                              |                                              |                                              |
| 76    | Autre : - Amplitudes horaires : Lundi-vendredi entre 6h et 20h, samedis et dimanches/fêtes entre 8h et 20h30. Dernière mise à jour le 25 octobre 2023. |                                              |                                              |                                              |                                                           |                                               |                                              |                                              |                                              |
| 76    | Dernière actualisation : — |                                              |                                              |                                              |                                                           |                                               |                                              |                                              |                                              |
| 77    | Locale 77 | Locale 77                                    | Locale 77                                    | Locale 77                                    | Locale 77                                                 | Locale 77                                     | Locale 77                                    | Locale 77                                    | Locale 77                                    |
| 77    | Pessac — Candau ⥋ Pessac — Bougnard par Bersol et Magonty |                                              |                                              |                                              |                                                           |                                               |                                              |                                              |                                              |
| 77    | Ouverture / Fermeture 4 septembre 2023 / — | Longueur —                                   | Durée 50 min                                 | Nb. d’arrêts 50                              | Matériel GX 337 et Citaro C2 Hybride                      | Jours de fonctionnement L, Ma, Me, J, V, S    | Jour / Soir / Nuit / Fêtes O / N / N / N     | Voy. / an —                                  | Dépôt Villenave (Keolis Gironde)             |
| 77    | Desserte : - Villes et lieux : - Pessac (Bersol, Magonty, hôpitaux Haut-Lévêque, St-Martin et Xavier Arnozan, lycées Philadelphe de Gerde et Pape Clément, collèges Noès et Alouette, stade André Nègre, salle du Trinquet, salle de sports Roger Vincent, hall des sports de Bellegrave, zoo, mairie) - Correspondances : - F41 (Bordeaux Saint-Jean - Irun) : Pessac-Alouette ; - F41 F42 (Bordeaux Saint-Jean - Pointe de Grave) : Pessac-Centre ; - : Pessac Centre, France Alouette, Gare de Pessac-Alouette, Bougnard et Hôpital Haut-Lévêque. |                                              |                                              |                                              |                                                           |                                               |                                              |                                              |                                              |
| 77    | Autre : - Amplitudes horaires : Lundi-samedi entre 6h30 et 20h15. Dernière mise à jour le 25 octobre 2023. |                                              |                                              |                                              |                                                           |                                               |                                              |                                              |                                              |
| 77    | Dernière actualisation : — |                                              |                                              |                                              |                                                           |                                               |                                              |                                              |                                              |
| 78    | Locale 78 | Locale 78                                    | Locale 78                                    | Locale 78                                    | Locale 78                                                 | Locale 78                                     | Locale 78                                    | Locale 78                                    | Locale 78                                    |
| 78    | Pessac — Toctoucau ⥋ Mérignac — Fontaine d'Arlac / Pessac Centre (week-end) |                                              |                                              |                                              |                                                           |                                               |                                              |                                              |                                              |
| 78    | Ouverture / Fermeture 4 septembre 2023 / — | Longueur —                                   | Durée 45 (35) min                            | Nb. d’arrêts 44                              | Matériel GX 327 EEV ou hybride, GX 427                    | Jours de fonctionnement L, Ma, Me, J, V, S, D | Jour / Soir / Nuit / Fêtes O / N / N / N     | Voy. / an —                                  | Dépôt Lescure (KB2M)                         |
| 78    | Desserte : - Villes et lieux : - Pessac (Toctoucau, Cap de Bos, lycée Pape Clément, collèges Noès et Alouette, stade André Nègre, cinéma Jean Eustache, mairie) - Mérignac (Arlac, Krakatoa, mairie annexe du Burck) - Cestas (Gazinet) - Correspondances : - F42 (Bordeaux Saint-Jean - Pointe de Grave) : Arlac ; - F41 F42 (Bordeaux Saint-Jean - Pointe de Grave) : Pessac-Centre ; - F41 (Bordeaux Saint-Jean - Irun) : Gazinet ; - : Fontaine d'Arlac ; - : Pessac Centre. |                                              |                                              |                                              |                                                           |                                               |                                              |                                              |                                              |
| 78    | Autre : - Amplitudes horaires : Lundi-samedi entre 6h15 et 21h45, dimanches/fêtes entre 8h15 et 21h45. - Particularités : - Cette ligne est la seule qui passe par le quartier Gazinet de Cestas, exception faite à la métropole de Bordeaux (la commune n'en fait pas partie) en raison de son affluence. Dernière mise à jour le 25 octobre 2023. |                                              |                                              |                                              |                                                           |                                               |                                              |                                              |                                              |
| 78    | Dernière actualisation : — |                                              |                                              |                                              |                                                           |                                               |                                              |                                              |                                              |
| 79    | Locale 79 | Locale 79                                    | Locale 79                                    | Locale 79                                    | Locale 79                                                 | Locale 79                                     | Locale 79                                    | Locale 79                                    | Locale 79                                    |
| 79    | Blanquefort — Gare ⥋ Blanquefort — Ecoparc |                                              |                                              |                                              |                                                           |                                               |                                              |                                              |                                              |
| 79    | Ouverture / Fermeture 4 septembre 2023 / — | Longueur —                                   | Durée 15 min                                 | Nb. d’arrêts 9                               | Matériel Crossway LE                                      | Jours de fonctionnement L, Ma, Me, J, V       | Jour / Soir / Nuit / Fêtes O / N / N / N     | Voy. / an —                                  | Dépôt Parempuyre (Keolis Gironde)            |
| 79    | Desserte : - Villes et lieux : - Blanquefort (gare, ZI Ecoparc) - Correspondances : - F42 (Bordeaux Saint-Jean - Pointe de Grave) : Blanquefort ; - : Gare de Blanquefort. |                                              |                                              |                                              |                                                           |                                               |                                              |                                              |                                              |
| 79    | Autre : - Amplitudes horaires : Lundi-vendredi en heures de pointe (6h30-8h et 15h45-18h45). - Particularité : Cette ligne dessert le matin en sens aller (Gare >> Ecoparc) et le soir en sens retour (Ecoparc >> Gare) seulement. Dernière mise à jour le 25 octobre 2023. |                                              |                                              |                                              |                                                           |                                               |                                              |                                              |                                              |
| 79    | Dernière actualisation : — |                                              |                                              |                                              |                                                           |                                               |                                              |                                              |                                              |
| 80    | Locale 80 | Locale 80                                    | Locale 80                                    | Locale 80                                    | Locale 80                                                 | Locale 80                                     | Locale 80                                    | Locale 80                                    | Locale 80                                    |
| 80    | Gradignan — Stade Ornon ⥋ Bordeaux — Palais de Justice |                                              |                                              |                                              |                                                           |                                               |                                              |                                              |                                              |
| 80    | Ouverture / Fermeture 4 septembre 2023 / — | Longueur —                                   | Durée 45 min                                 | Nb. d’arrêts 40                              | Matériel Citaro C2 Hybride                                | Jours de fonctionnement L, Ma, Me, J, V, S, D | Jour / Soir / Nuit / Fêtes O / N / N / O     | Voy. / an —                                  | Dépôt Villenave (Keolis Gironde)             |
| 80    | Desserte : - Villes et lieux : - Bordeaux (Bibliothèque Mériadeck, palais de justice, hôtel du Département, patinoire, campus Carreire, Hôpitaux Pellegrin et Charles Perrens) - Talence (domaine universitaire) - Pessac (clinique mutualiste, domaine universitaire) - Gradignan (stade Ornon, collège Monjous, cimetière, domaine universitaire) - Correspondances : - : Palais de Justice, Hôtel de Police et Hôpital Pellegrin ; - : Doyen Brus. |                                              |                                              |                                              |                                                           |                                               |                                              |                                              |                                              |
| 80    | Autre : - Amplitudes horaires : Lundi-vendredi entre 6h et 21h, samedis entre 6h30 et 21h et dimanches/fêtes entre 8h et 20h30. Dernière mise à jour le 25 octobre 2023. |                                              |                                              |                                              |                                                           |                                               |                                              |                                              |                                              |
| 80    | Dernière actualisation : — |                                              |                                              |                                              |                                                           |                                               |                                              |                                              |                                              |
| 81    | Locale 81 | Locale 81                                    | Locale 81                                    | Locale 81                                    | Locale 81                                                 | Locale 81                                     | Locale 81                                    | Locale 81                                    | Locale 81                                    |
| 81    | Le Taillan-Médoc — Stade Municipal ⥋ Eysines — Cantinolle |                                              |                                              |                                              |                                                           |                                               |                                              |                                              |                                              |
| 81    | Ouverture / Fermeture 4 septembre 2023 / — | Longueur —                                   | Durée 15 min                                 | Nb. d’arrêts 12                              | Matériel Crossway LE                                      | Jours de fonctionnement L, Ma, Me, J, V, S    | Jour / Soir / Nuit / Fêtes O / N / N / N     | Voy. / an —                                  | Dépôt St-Médard (Keolis Gironde)             |
| 81    | Desserte : - Villes et lieux : - Eysines (centre commercial Cantinolle) ; - Le Taillan-Médoc (écoles municipale et Jean Pometan, stade municipal). - Correspondances : - : Cantinolle. |                                              |                                              |                                              |                                                           |                                               |                                              |                                              |                                              |
| 81    | Autre : - Amplitudes horaires : Lundi-vendredi entre 6h et 19h15, samedis entre 7h45 et 19h15. Dernière mise à jour le 25 octobre 2023. |                                              |                                              |                                              |                                                           |                                               |                                              |                                              |                                              |
| 81    | Dernière actualisation : — |                                              |                                              |                                              |                                                           |                                               |                                              |                                              |                                              |
| 82    | Locale 82 | Locale 82                                    | Locale 82                                    | Locale 82                                    | Locale 82                                                 | Locale 82                                     | Locale 82                                    | Locale 82                                    | Locale 82                                    |
| 82    | Le Bouscat — Hôpital Suburbain ⥋ Bordeaux — Patinoire |                                              |                                              |                                              |                                                           |                                               |                                              |                                              |                                              |
| 82    | Ouverture / Fermeture 4 septembre 2023 / — | Longueur —                                   | Durée 35 min                                 | Nb. d’arrêts 30                              | Matériel Isuzu Novociti Volt                              | Jours de fonctionnement L, Ma, Me, J, V, S    | Jour / Soir / Nuit / Fêtes O / N / N / N     | Voy. / an —                                  | Dépôt Bruges (Keolis Gironde)                |
| 82    | Desserte : - Villes et lieux : - Le Bouscat (mairie, hôpital Suburbain, collège Ausone) ; - Bordeaux (patinoire, hôtel de police, cimetière de la Chartreuse, piscine Judaïque, lycée Camille Julian, école Assomption, école Tivoli, lycée Bel-Orme, lycée Montesquieu, collège Cassignole, collège Grand Parc). - Correspondances : - : Mairie du Bouscat, Croix de Seguey ; - : Place Ravezies - Le Bouscat ; - : Saint-Bruno Hôtel de Région. |                                              |                                              |                                              |                                                           |                                               |                                              |                                              |                                              |
| 82    | Autre : - Amplitudes horaires : Lundi-vendredi entre 6h30 et 20h, samedis entre 8h15 et 20h. Dernière mise à jour le 2 juin 2024. |                                              |                                              |                                              |                                                           |                                               |                                              |                                              |                                              |
| 82    | Dernière actualisation : — |                                              |                                              |                                              |                                                           |                                               |                                              |                                              |                                              |
| 83    | Locale 83 | Locale 83                                    | Locale 83                                    | Locale 83                                    | Locale 83                                                 | Locale 83                                     | Locale 83                                    | Locale 83                                    | Locale 83                                    |
| 83    | Eysines — Cantinolle ⥋ Saint-Aubin-de-Médoc — Pinsoles |                                              |                                              |                                              |                                                           |                                               |                                              |                                              |                                              |
| 83    | Ouverture / Fermeture 4 septembre 2023 / — | Longueur —                                   | Durée 25 min                                 | Nb. d’arrêts 25                              | Matériel Citaro C2 Hybride                                | Jours de fonctionnement L, Ma, Me, J, V, S    | Jour / Soir / Nuit / Fêtes O / N / N / N     | Voy. / an 5 256                              | Dépôt St-Médard (Keolis Gironde)             |
| 83    | Desserte : - Villes et lieux : - Eysines (Centre commercial Cantinolle) ; - Saint-Aubin-de-Médoc (lycée Sud-Médoc, collège de Saint-Aubin, mairie, chemin du Foin, Villepreux). - Correspondances : - : Cantinolle. |                                              |                                              |                                              |                                                           |                                               |                                              |                                              |                                              |
| 83    | Autre : - Amplitudes horaires : Lundi-vendredi entre 6h et 20h30, samedis entre 7h et 20h30. Dernière mise à jour le 25 octobre 2023. |                                              |                                              |                                              |                                                           |                                               |                                              |                                              |                                              |
| 83    | Dernière actualisation : — |                                              |                                              |                                              |                                                           |                                               |                                              |                                              |                                              |
| 84    | Locale 84 | Locale 84                                    | Locale 84                                    | Locale 84                                    | Locale 84                                                 | Locale 84                                     | Locale 84                                    | Locale 84                                    | Locale 84                                    |
| 84    | Saint-Médard en Jalles — ZA Picot ⥋ Le Haillan — Rostand ou Eysines — Cantinolle |                                              |                                              |                                              |                                                           |                                               |                                              |                                              |                                              |
| 84    | Ouverture / Fermeture 4 septembre 2023 / — | Longueur —                                   | Durée 35 min                                 | Nb. d’arrêts 40                              | Matériel GX 337 et Citaro C2 hybride                      | Jours de fonctionnement L, Ma, Me, J, V, S, D | Jour / Soir / Nuit / Fêtes O / N / N / O     | Voy. / an —                                  | Dépôt St-Médard (Keolis Gironde)             |
| 84    | Desserte : - Villes et lieux : - Saint-Médard en Jalles (supermarché, collège François Mauriac, mairie, Carré des Jalles) ; - Saint-Aubin-de-Médoc (plaine des sports de Saint-Aubin, lycée Sud-Médoc, collège de Saint-Aubin, mairie) ; - Eysines (zone d'activités Cantinolle) ; - Le Haillan (mairie, cimetière, stade Abel Laporte). - Correspondances : - : Cantinolle. |                                              |                                              |                                              |                                                           |                                               |                                              |                                              |                                              |
| 84    | Autre : - Amplitudes horaires : Lundi-vendredi entre 5h45 et 21h15, samedis et dimanches/fêtes entre 6h30 et 21h15. - Particularité : En heures de pointe en semaine, des bus supplémentaires renforcent la ligne sans desservir le lycée Sud-Médoc et le Haillan. Dernière mise à jour le 25 octobre 2023. |                                              |                                              |                                              |                                                           |                                               |                                              |                                              |                                              |
| 84    | Dernière actualisation : — |                                              |                                              |                                              |                                                           |                                               |                                              |                                              |                                              |
| 85    | Locale 85 | Locale 85                                    | Locale 85                                    | Locale 85                                    | Locale 85                                                 | Locale 85                                     | Locale 85                                    | Locale 85                                    | Locale 85                                    |
| 85    | Bègles — Salengro ⥋ Villenave d'Ornon — Collège Chambéry |                                              |                                              |                                              |                                                           |                                               |                                              |                                              |                                              |
| 85    | Ouverture / Fermeture 4 octobre 2023 / — | Longueur —                                   | Durée 20 min                                 | Nb. d’arrêts 19                              | Matériel Citaro C2 Hybride                                | Jours de fonctionnement L, Ma, Me, J, V, S    | Jour / Soir / Nuit / Fêtes O / N / N / N     | Voy. / an —                                  | Dépôt Villenave (Keolis Gironde)             |
| 85    | Desserte : - Villes et lieux : - Villenave d'Ornon (Chambéry, Pont de la Maye, complexe sportif Espace d'Ornon, stade Brossolette) ; - Bègles (stade Denis Mallet, lycée Vaclav Havel). - Correspondances : - : Villenave Centre-Pont de la Maye, Lycée Vaclav Havel et Parc de Mussonville. |                                              |                                              |                                              |                                                           |                                               |                                              |                                              |                                              |
| 85    | Autre : - Amplitudes horaires : Lundi-vendredi entre 6h et 20h45, samedis entre 6h15 et 20h45. Dernière mise à jour le 25 octobre 2023. |                                              |                                              |                                              |                                                           |                                               |                                              |                                              |                                              |
| 85    | Dernière actualisation : — |                                              |                                              |                                              |                                                           |                                               |                                              |                                              |                                              |
| 86    | Locale 86 | Locale 86                                    | Locale 86                                    | Locale 86                                    | Locale 86                                                 | Locale 86                                     | Locale 86                                    | Locale 86                                    | Locale 86                                    |
| 86    | Bègles — Terres Neuves ⥋ Bordeaux — Patinoire |                                              |                                              |                                              |                                                           |                                               |                                              |                                              |                                              |
| 86    | Ouverture / Fermeture 4 octobre 2023 / — | Longueur —                                   | Durée 25 min                                 | Nb. d’arrêts 23                              | Matériel GX 127 GX 137                                    | Jours de fonctionnement L, Ma, Me, J, V, S, D | Jour / Soir / Nuit / Fêtes O / N / N / O     | Voy. / an —                                  | Dépôt Lescure (KB2M)                         |
| 86    | Desserte : - Villes et lieux : - Bègles (La Lanterne, cité numérique) ; - Bordeaux (patinoire, hôtel de Région, préfecture, hôtel du Département, cimetière de la Chartreuse, bibliothèque Mériadeck, lycée Magendie, Barrière de Pessac, Barrière Saint-Genès, Pont de Cauderès, Barrière de Toulouse, Barrière de Bègles, Terres Neuves). - Correspondances : - : Terres Neuves ; - : Saint-Bruno Hôtel de Région et Hôtel de Police ; - : Barrière Saint-Genès et Bergonié. |                                              |                                              |                                              |                                                           |                                               |                                              |                                              |                                              |
| 86    | Autre : - Amplitudes horaires : Lundi-vendredi entre 5h30 et 21h, samedis entre 6h15 et 21h15 et dimanches/fêtes entre 8h15 et 21h. Dernière mise à jour le 25 octobre 2023. |                                              |                                              |                                              |                                                           |                                               |                                              |                                              |                                              |
| 86    | Dernière actualisation : — |                                              |                                              |                                              |                                                           |                                               |                                              |                                              |                                              |
| 87    | Locale 87 | Locale 87                                    | Locale 87                                    | Locale 87                                    | Locale 87                                                 | Locale 87                                     | Locale 87                                    | Locale 87                                    | Locale 87                                    |
| 87    | Villenave d'Ornon — Piscine Chambéry ⥋ Pessac — Centre |                                              |                                              |                                              |                                                           |                                               |                                              |                                              |                                              |
| 87    | Ouverture / Fermeture 22 février 2010 / — | Longueur —                                   | Durée 35 min                                 | Nb. d’arrêts 30                              | Matériel GX 427 GX 327 Citélis 18                         | Jours de fonctionnement L, Ma, Me, J, V       | Jour / Soir / Nuit / Fêtes O / N / N / N     | Voy. / an —                                  | Dépôt Lescure (KB2M)                         |
| 87    | Desserte : - Villes et lieux : - Pessac (cinéma Jean Eustache, mairie, Eglise Saint-Martin, stade du Chiquet, clinique mutualiste) ; - Talence (campus ENSAM-Arts et métiers, lycée Kastler, centre commercial) ; - Villenave d'Ornon (stade Brossolette, INRAE, collège Chambéry, piscine olympique Chambéry, complexe sportif Espace d'Ornon). - Correspondances : - F41 F42 (Bordeaux Saint-Jean - Pointe de Grave) : Pessac-Centre ; - : Pessac Centre et Arts et Métiers. |                                              |                                              |                                              |                                                           |                                               |                                              |                                              |                                              |
| 87    | Autre : - Amplitudes horaires : Lundi-vendredi entre 6h30 et 19h45. Dernière mise à jour le 25 octobre 2023. |                                              |                                              |                                              |                                                           |                                               |                                              |                                              |                                              |
| 87    | Dernière actualisation : — |                                              |                                              |                                              |                                                           |                                               |                                              |                                              |                                              |
| 89    | Locale 89 | Locale 89                                    | Locale 89                                    | Locale 89                                    | Locale 89                                                 | Locale 89                                     | Locale 89                                    | Locale 89                                    | Locale 89                                    |
| 89    | Villenave d'Ornon — Pyrénées ⥋ Villenave d'Ornon — Lycée Vaclav Havel par Chambéry et Courréjean |                                              |                                              |                                              |                                                           |                                               |                                              |                                              |                                              |
| 89    | Ouverture / Fermeture 4 septembre 2023 / — | Longueur —                                   | Durée 50 min                                 | Nb. d’arrêts 45                              | Matériel Citaro K C2 Hybride                              | Jours de fonctionnement L, Ma, Me, J, V       | Jour / Soir / Nuit / Fêtes O / N / N / N     | Voy. / an —                                  | Dépôt Villenave (Keolis Gironde)             |
| 89    | Desserte : - Villes et lieux : - Villenave d'Ornon (collège Chambéry, mairie annexe, stade Trigan, stade Brossolette, centre commercial Bordeaux Sud, médiathèque Les Etoiles, Zone d'Activités Galgon, Pont de la Maye, gare, Courréjean) ; - Bègles (Lycée Vaclav Havel). - Correspondances : - F44 : Gare de Villenave-d'Ornon ; - : Lycée Vaclav Havel, Villenave Centre-Pont de la Maye et Pyrénées |                                              |                                              |                                              |                                                           |                                               |                                              |                                              |                                              |
| 89    | Autre : - Amplitudes horaires : Lundi-vendredi entre 6h et 20h45 et samedis entre 7h et 20h45. Dernière mise à jour le 25 octobre 2023. |                                              |                                              |                                              |                                                           |                                               |                                              |                                              |                                              |
| 89    | Dernière actualisation : — |                                              |                                              |                                              |                                                           |                                               |                                              |                                              |                                              |
| 90    | Locale 90 | Locale 90                                    | Locale 90                                    | Locale 90                                    | Locale 90                                                 | Locale 90                                     | Locale 90                                    | Locale 90                                    | Locale 90                                    |
| 90    | Villenave d'Ornon — Gare ⥋ Villenave d'Ornon — Lycée Vaclav Havel |                                              |                                              |                                              |                                                           |                                               |                                              |                                              |                                              |
| 90    | Ouverture / Fermeture 22 février 2010 / — | Longueur —                                   | Durée 12 min                                 | Nb. d’arrêts 12                              | Matériel Citaro K C2 Hybride                              | Jours de fonctionnement L, Ma, Me, J, V, S    | Jour / Soir / Nuit / Fêtes O / N / N / N     | Voy. / an —                                  | Dépôt Villenave (Keolis Gironde)             |
| 90    | Desserte : - Villes et lieux : - Villenave d'Ornon (stade Wangermez, mairie annexe) ; - Bègles (Lycée Vaclav Havel). - Correspondances : - F44 : Gare de Villenave-d'Ornon ; - : Lycée Vaclav Havel et Villenave Centre-Pont de la Maye. |                                              |                                              |                                              |                                                           |                                               |                                              |                                              |                                              |
| 90    | Autre : - Amplitudes horaires : Lundi-samedi entre 6h45 et 20h15. Dernière mise à jour le 25 octobre 2023. |                                              |                                              |                                              |                                                           |                                               |                                              |                                              |                                              |
| 90    | Dernière actualisation : — |                                              |                                              |                                              |                                                           |                                               |                                              |                                              |                                              |

### Lignes «Directe»
Les Lignes « Directe » sont des lignes de proximité assurant des dessertes communales ou intercommunales en renforçant l'offre de transport d'autres lignes notamment. Elles fonctionnent en heures de pointe hors week-end et en mode "express", c'est-à-dire en desservant moins d'arrêts. Certaines lignes vont jusqu'au centre-ville de Bordeaux.
| Ligne | Caractéristiques | Caractéristiques                                                        | Caractéristiques                                                        | Caractéristiques                                                        | Caractéristiques                                                        | Caractéristiques                                                        | Caractéristiques                                                        | Caractéristiques                                                        | Caractéristiques                                                        |
| 51    | Directe 51 | Directe 51                                                              | Directe 51                                                              | Directe 51                                                              | Directe 51                                                              | Directe 51                                                              | Directe 51                                                              | Directe 51                                                              | Directe 51                                                              |
| 51    | Martignas — Collège Aliénor d'Aquitaine ⥋ Bordeaux — Gambetta Mériadeck | Martignas — Collège Aliénor d'Aquitaine ⥋ Bordeaux — Gambetta Mériadeck | Martignas — Collège Aliénor d'Aquitaine ⥋ Bordeaux — Gambetta Mériadeck | Martignas — Collège Aliénor d'Aquitaine ⥋ Bordeaux — Gambetta Mériadeck | Martignas — Collège Aliénor d'Aquitaine ⥋ Bordeaux — Gambetta Mériadeck | Martignas — Collège Aliénor d'Aquitaine ⥋ Bordeaux — Gambetta Mériadeck | Martignas — Collège Aliénor d'Aquitaine ⥋ Bordeaux — Gambetta Mériadeck | Martignas — Collège Aliénor d'Aquitaine ⥋ Bordeaux — Gambetta Mériadeck | Martignas — Collège Aliénor d'Aquitaine ⥋ Bordeaux — Gambetta Mériadeck |
| ----- | --- | ----------------------------------------------------------------------- | ----------------------------------------------------------------------- | ----------------------------------------------------------------------- | ----------------------------------------------------------------------- | ----------------------------------------------------------------------- | ----------------------------------------------------------------------- | ----------------------------------------------------------------------- | ----------------------------------------------------------------------- |
| 51    | Ouverture / Fermeture 4 septembre 2023 / — | Longueur —                                                              | Durée 45 (17) min                                                       | Nb. d’arrêts 44 (20)                                                    | Matériel GX 217 GNV                                                     | Jours de fonctionnement L, Ma, Me, J, V                                 | Jour / Soir / Nuit / Fêtes O / N / N / N                                | Voy. / an —                                                             | Dépôt Lescure (KB2M)                                                    |
| 51    | Desserte : - Villes et lieux : - Martignas-sur-Jalle (Collège Aliénor d'Aquitaine, Centre-ville, Centre commercial) ; - Mérignac (Institut de Maintenance Aéronautique, Girondins Omnisports, usine Dassault, Beaudésert, centre-ville, Mondésir) ; - Bordeaux (Barrière d'Arès, Cimetière de la Chartreuse, Mériadeck, Gambetta). - Correspondances : - : Mérignac Centre, Lycées de Mérignac, Saint-Bruno hôtel de région, Mériadeck ; - : Gambetta - Musée des Arts Décoratifs et du Design. |                                                                         |                                                                         |                                                                         |                                                                         |                                                                         |                                                                         |                                                                         |                                                                         |
| 51    | Autre : - Amplitudes horaires : Lundi-vendredi en heures de pointe (6h-10h et 15h-19h). - Particularités : - Accompagne les lignes 1 et 26. Dernière mise à jour le 6 novembre 2023. |                                                                         |                                                                         |                                                                         |                                                                         |                                                                         |                                                                         |                                                                         |                                                                         |
| 51    | Dernière actualisation : — |                                                                         |                                                                         |                                                                         |                                                                         |                                                                         |                                                                         |                                                                         |                                                                         |
| 52    | Directe 52 | Directe 52                                                              | Directe 52                                                              | Directe 52                                                              | Directe 52                                                              | Directe 52                                                              | Directe 52                                                              | Directe 52                                                              | Directe 52                                                              |
| 52    | Blanquefort — Gare ⥋ Parempuyre — Fontanieu |                                                                         |                                                                         |                                                                         |                                                                         |                                                                         |                                                                         |                                                                         |                                                                         |
| 52    | Ouverture / Fermeture 4 septembre 2023 / — | Longueur —                                                              | Durée 20 min                                                            | Nb. d’arrêts 22                                                         | Matériel —                                                              | Jours de fonctionnement L, Ma, Me, J, V                                 | Jour / Soir / Nuit / Fêtes O / N / N / N                                | Voy. / an —                                                             | Dépôt Bruges (KB2M)                                                     |
| 52    | Desserte : - Villes et lieux : - Blanquefort (Gare, Ecoparc ouest) ; - Parempuyre (Gare, église, mairie, centre-ville). - Correspondances : - F42 (Bordeaux Saint-Jean - Pointe de Grave) : Blanquefort, Parempuyre ; - : Gare de Blanquefort. |                                                                         |                                                                         |                                                                         |                                                                         |                                                                         |                                                                         |                                                                         |                                                                         |
| 52    | Autre : - Amplitudes horaires : Lundi-vendredi en heures de pointe (7h-9h et 16h-19h). - Particularités : - Accompagne la ligne 22. Dernière mise à jour le 20 octobre 2023. |                                                                         |                                                                         |                                                                         |                                                                         |                                                                         |                                                                         |                                                                         |                                                                         |
| 52    | Dernière actualisation : — |                                                                         |                                                                         |                                                                         |                                                                         |                                                                         |                                                                         |                                                                         |                                                                         |
| 53    | Directe 53 | Directe 53                                                              | Directe 53                                                              | Directe 53                                                              | Directe 53                                                              | Directe 53                                                              | Directe 53                                                              | Directe 53                                                              | Directe 53                                                              |
| 53    | Ambès — Escarraguel ⥋ Bordeaux — Cracovie |                                                                         |                                                                         |                                                                         |                                                                         |                                                                         |                                                                         |                                                                         |                                                                         |
| 53    | Ouverture / Fermeture 4 septembre 2023 / — | Longueur —                                                              | Durée 30 min                                                            | Nb. d’arrêts 40                                                         | Matériel —                                                              | Jours de fonctionnement L, Ma, Me, J, V                                 | Jour / Soir / Nuit / Fêtes O / N / N / N                                | Voy. / an —                                                             | Dépôt Bastide-Niel (KB2M)                                               |
| 53    | Desserte : - Villes et lieux : - Ambès (Cimetière, piscine, salle multisports, bibliothèque) ; - Lormont (Lormont-Bas) ; - Saint-Louis-de-Montferrand (Mairie, stade municipal) ; - Bordeaux (Place Ravezies, Cours du Médoc, Cité du Vin, Zone d'activités Brazza). - Correspondances : - : Cité du vin, Les Hangars et Cours du Médoc ; - : Place Ravezies - Le Bouscat et Cracovie. - BatCub : Les Hangars, Cité du Vin, Lormont-Bas.                                                        |                                                                         |                                                                         |                                                                         |                                                                         |                                                                         |                                                                         |                                                                         |                                                                         |
| 53    | Autre : - Amplitudes horaires : Lundi-vendredi en heures de pointe (6h-9h et 16h-19h). - Particularités : - Accompagne les lignes 7, 27 et 61. Dernière mise à jour le 20 octobre 2023. |                                                                         |                                                                         |                                                                         |                                                                         |                                                                         |                                                                         |                                                                         |                                                                         |
| 53    | Dernière actualisation : — |                                                                         |                                                                         |                                                                         |                                                                         |                                                                         |                                                                         |                                                                         |                                                                         |
| 55    | Directe 55 | Directe 55                                                              | Directe 55                                                              | Directe 55                                                              | Directe 55                                                              | Directe 55                                                              | Directe 55                                                              | Directe 55                                                              | Directe 55                                                              |
| 55    | Pessac — ZA Magellan ⥋ Bordeaux — République |                                                                         |                                                                         |                                                                         |                                                                         |                                                                         |                                                                         |                                                                         |                                                                         |
| 55    | Ouverture / Fermeture 4 septembre 2023 / — | Longueur —                                                              | Durée 25 min                                                            | Nb. d’arrêts 25                                                         | Matériel GX127 GX127L GX117                                             | Jours de fonctionnement L, Ma, Me, J, V                                 | Jour / Soir / Nuit / Fêtes O / N / N / O                                | Voy. / an —                                                             | Dépôt Lescure (Keolis Gironde)                                          |
| 55    | Desserte : - Villes et lieux : - Pessac (ZI Bersol, ZA Magellan, Centre, Camponac, collège François Mitterrand, lycée professionnel Philadelphe de Garde, Cap Métiers) ; - Bordeaux (République, hôpital St-André, Palais de Justice, Pellegrin, Saint-Augustin, Carreire). - Correspondances : - F41 F42 (Bordeaux Saint-Jean - Irun) : Pessac-Centre ; - : Palais de Justice, Hôpital Pellegrin; - : Pessac-Centre, La Châtaigneraie et Cap Métiers.                                          |                                                                         |                                                                         |                                                                         |                                                                         |                                                                         |                                                                         |                                                                         |                                                                         |
| 55    | Autre : - Amplitudes horaires : Lundi-vendredi en heures de pointe (6h30-8h30 et 16h-18h). - Particularités : - Accompagne les lignes 24, 74 et 80. Dernière mise à jour le 20 octobre 2023. |                                                                         |                                                                         |                                                                         |                                                                         |                                                                         |                                                                         |                                                                         |                                                                         |
| 55    | Dernière actualisation : — |                                                                         |                                                                         |                                                                         |                                                                         |                                                                         |                                                                         |                                                                         |                                                                         |
| 57    | Directe 57 | Directe 57                                                              | Directe 57                                                              | Directe 57                                                              | Directe 57                                                              | Directe 57                                                              | Directe 57                                                              | Directe 57                                                              | Directe 57                                                              |
| 57    | Ambarès — Centre ⥋ Bassens — Carbon-Blanc La Gardette |                                                                         |                                                                         |                                                                         |                                                                         |                                                                         |                                                                         |                                                                         |                                                                         |
| 57    | Ouverture / Fermeture 4 septembre 2023 / — | Longueur —                                                              | Durée 20 min                                                            | Nb. d’arrêts 20                                                         | Matériel —                                                              | Jours de fonctionnement L, Ma, Me, J, V                                 | Jour / Soir / Nuit / Fêtes O / N / N / N                                | Voy. / an —                                                             | Dépôt CEL (KB2M)                                                        |
| 57    | Desserte : - Villes et lieux : - Ambarès : Mairie, gare de la Gorp - Bassens : Piscine, collège Manon Cormier - Carbon-Blanc : Plaine des sports Seguinaud - Correspondances : - F41 (Bordeaux Saint-Jean - Paris Austerlitz) : La Gorp ; - : La Gardette Bassens-Carbon-Blanc. |                                                                         |                                                                         |                                                                         |                                                                         |                                                                         |                                                                         |                                                                         |                                                                         |
| 57    | Autre : - Amplitudes horaires : Lundi-vendredi en heures de pointe (6h-8h30 et 15h15-18h45). - Particularités : - Accompagne la ligne 7. Dernière mise à jour le 19 janvier 2025. |                                                                         |                                                                         |                                                                         |                                                                         |                                                                         |                                                                         |                                                                         |                                                                         |
| 57    | Dernière actualisation : — |                                                                         |                                                                         |                                                                         |                                                                         |                                                                         |                                                                         |                                                                         |                                                                         |

### Lignes ScoDi
Les lignes ScoDi (Scolaire Direct) sont des lignes ouvertes uniquement sur abonnement via le site officiel www.infotbm.com aux étudiants et élèves et dont les horaires sont conçues en priorité pour le transport des collégiens et lycéens aux heures de début et de fin des cours de leur établissement et ne fonctionnent donc pas durant les vacances scolaires.
| Ligne | Caractéristiques | Caractéristiques                                    | Caractéristiques                                    | Caractéristiques                                    | Caractéristiques                                    | Caractéristiques                                    | Caractéristiques                                    | Caractéristiques                                    | Caractéristiques                                    |
| s1    | ScoDi s1 | ScoDi s1                                            | ScoDi s1                                            | ScoDi s1                                            | ScoDi s1                                            | ScoDi s1                                            | ScoDi s1                                            | ScoDi s1                                            | ScoDi s1                                            |
| s1    | Cenon — Collège Jean Jaurès ⥋ Artigues — Fontderode | Cenon — Collège Jean Jaurès ⥋ Artigues — Fontderode | Cenon — Collège Jean Jaurès ⥋ Artigues — Fontderode | Cenon — Collège Jean Jaurès ⥋ Artigues — Fontderode | Cenon — Collège Jean Jaurès ⥋ Artigues — Fontderode | Cenon — Collège Jean Jaurès ⥋ Artigues — Fontderode | Cenon — Collège Jean Jaurès ⥋ Artigues — Fontderode | Cenon — Collège Jean Jaurès ⥋ Artigues — Fontderode | Cenon — Collège Jean Jaurès ⥋ Artigues — Fontderode |
| ----- | --- | --------------------------------------------------- | --------------------------------------------------- | --------------------------------------------------- | --------------------------------------------------- | --------------------------------------------------- | --------------------------------------------------- | --------------------------------------------------- | --------------------------------------------------- |
| s1    | Ouverture / Fermeture 4 septembre 2023 / — | Longueur —                                          | Durée 43 min                                        | Nb. d’arrêts 18                                     | Matériel —                                          | Jours de fonctionnement L, Ma, Me, J, V             | Jour / Soir / Nuit / Fêtes O / N / N / N            | Voy. / an —                                         | Dépôt —                                             |
| s1    | Desserte : - Villes et lieux : - Artigues (mairie) - Cenon (collège Jean Zay) - Correspondances : Aucune. |                                                     |                                                     |                                                     |                                                     |                                                     |                                                     |                                                     |                                                     |
| s1    | Autre : - Amplitudes horaires : La ligne fonctionne du lundi au vendredi à raison d'un départ le matin et d'un retour le soir, sauf le mercredi où il est assuré à midi. - Particularités : Cette ligne scolaire est réservée sur inscription aux élèves. Dernière mise à jour le 20 octobre 2023. |                                                     |                                                     |                                                     |                                                     |                                                     |                                                     |                                                     |                                                     |
| s1    | Dernière actualisation : — |                                                     |                                                     |                                                     |                                                     |                                                     |                                                     |                                                     |                                                     |

### Ligne de nuit (TBNight)
La ligne nocturne TBNight relie les lieux d'attractivité nocturnes de Bordeaux (tels que les Bassins à flot, les Quais et la Victoire) aux villages universitaires de Bordeaux hors horaires de tram.
| Ligne                                       | Caractéristiques | Caractéristiques                                    | Caractéristiques                                    | Caractéristiques                                    | Caractéristiques                                    | Caractéristiques                                    | Caractéristiques                                    | Caractéristiques                                    | Caractéristiques                                    |
| Accessible aux personnes à mobilité réduite | TBNight | TBNight                                             | TBNight                                             | TBNight                                             | TBNight                                             | TBNight                                             | TBNight                                             | TBNight                                             | TBNight                                             |
| Accessible aux personnes à mobilité réduite | Bordeaux — Base sous-marine ⥋ Gradignan — Village 5 | Bordeaux — Base sous-marine ⥋ Gradignan — Village 5 | Bordeaux — Base sous-marine ⥋ Gradignan — Village 5 | Bordeaux — Base sous-marine ⥋ Gradignan — Village 5 | Bordeaux — Base sous-marine ⥋ Gradignan — Village 5 | Bordeaux — Base sous-marine ⥋ Gradignan — Village 5 | Bordeaux — Base sous-marine ⥋ Gradignan — Village 5 | Bordeaux — Base sous-marine ⥋ Gradignan — Village 5 | Bordeaux — Base sous-marine ⥋ Gradignan — Village 5 |
| ------------------------------------------- | --- | --------------------------------------------------- | --------------------------------------------------- | --------------------------------------------------- | --------------------------------------------------- | --------------------------------------------------- | --------------------------------------------------- | --------------------------------------------------- | --------------------------------------------------- |
| Accessible aux personnes à mobilité réduite | Ouverture / Fermeture 22 février 2010 / — | Longueur —                                          | Durée 55 min                                        | Nb. d’arrêts —                                      | Matériel GX 427                                     | Jours de fonctionnement J, V, S                     | Jour / Soir / Nuit / Fêtes N / N / O / N            | Voy. / an 14 029                                    | Dépôt Lescure (KB2M)                                |
| Accessible aux personnes à mobilité réduite | Desserte : - Villes et lieux : - Bordeaux (Base sous-marine, Place André-Meunier, marché des Capucins, la Victoire, Nansouty ) ; - Talence (Peixotto, Lycées Victor-Louis/Kastler, domaine universitaire) ; - Pessac (domaine universitaire) ; - Gradignan (domaine universitaire) - Correspondances : - : Porte de Bourgogne, - : La Cité du Vin, Les Hangars et Cours du Médoc, Quinconces, Victoire, Peixotto, Arts et Métiers et Unitec - : Quinconces, Place de la Bourse, Porte de Bourgogne et Sainte-Croix. - BatCub : Quinconces, Les Hangars, Cité du Vin. |                                                     |                                                     |                                                     |                                                     |                                                     |                                                     |                                                     |                                                     |
| Accessible aux personnes à mobilité réduite | Autre : - Amplitudes horaires : Les jeudis soirs, vendredis soirs, samedis soirs et veilles de jours fériés entre 1h30 et 5h30. Dernière mise à jour le 20 octobre 2023. |                                                     |                                                     |                                                     |                                                     |                                                     |                                                     |                                                     |                                                     |
| Accessible aux personnes à mobilité réduite | Dernière actualisation : — |                                                     |                                                     |                                                     |                                                     |                                                     |                                                     |                                                     |                                                     |

### Navettes

#### Navettes évènementielles
Le réseau TBM met en service des navettes en cas d'évènements au Stade Matmut Atlantique et/ou à l'Arena de Floirac.
| Ligne | Caractéristiques | Caractéristiques                                  | Caractéristiques                                  | Caractéristiques                                  | Caractéristiques                                     | Caractéristiques                                  | Caractéristiques                                  | Caractéristiques                                  | Caractéristiques                                  |
| STADE | Navette STADE | Navette STADE                                     | Navette STADE                                     | Navette STADE                                     | Navette STADE                                        | Navette STADE                                     | Navette STADE                                     | Navette STADE                                     | Navette STADE                                     |
| STADE | Bordeaux — Stade Matmut Atlantique ⥋ Cenon — Gare | Bordeaux — Stade Matmut Atlantique ⥋ Cenon — Gare | Bordeaux — Stade Matmut Atlantique ⥋ Cenon — Gare | Bordeaux — Stade Matmut Atlantique ⥋ Cenon — Gare | Bordeaux — Stade Matmut Atlantique ⥋ Cenon — Gare    | Bordeaux — Stade Matmut Atlantique ⥋ Cenon — Gare | Bordeaux — Stade Matmut Atlantique ⥋ Cenon — Gare | Bordeaux — Stade Matmut Atlantique ⥋ Cenon — Gare | Bordeaux — Stade Matmut Atlantique ⥋ Cenon — Gare |
| ----- | --- | ------------------------------------------------- | ------------------------------------------------- | ------------------------------------------------- | ---------------------------------------------------- | ------------------------------------------------- | ------------------------------------------------- | ------------------------------------------------- | ------------------------------------------------- |
| STADE | Ouverture / Fermeture 30 juillet 2015 / — | Longueur —                                        | Durée 10 min                                      | Nb. d’arrêts 2                                    | Matériel 7700A Citelis 18 GNV                        | Jours de fonctionnement variable                  | Jour / Soir / Nuit / Fêtes N / N / N / O          | Voy. / an —                                       | Dépôt CEL (KB2M)                                  |
| STADE | Desserte : - Lieux : Bordeaux-maritime - Correspondances : - F41 F43 (Bordeaux Saint-Jean / Paris-Austerlitz) : Cenon ; - : Cenon Gare ; - : Cité du Vin ; - : Parc des Expositions / Stade Matmut-Atlantique. - BatCub : Cité du Vin.                                                                          |                                                   |                                                   |                                                   |                                                      |                                                   |                                                   |                                                   |                                                   |
| STADE | Autre : - Amplitude horaire : Uniquement fonctionnelle lors d'évènements sportifs au Stade Matmut Atlantique, l'amplitude horaire de la ligne dépend des besoins de desserte et de l'affluence attendue, à compter de 2h avant le début de l'évènement (coup d'envoi). Dernière mise à jour le 20 octobre 2023. |                                                   |                                                   |                                                   |                                                      |                                                   |                                                   |                                                   |                                                   |
| STADE | Dernière actualisation : — |                                                   |                                                   |                                                   |                                                      |                                                   |                                                   |                                                   |                                                   |
| ARENA | Navette ARENA | Navette ARENA                                     | Navette ARENA                                     | Navette ARENA                                     | Navette ARENA                                        | Navette ARENA                                     | Navette ARENA                                     | Navette ARENA                                     | Navette ARENA                                     |
| ARENA | Bordeaux — Stalingrad et Bordeaux Gare St Jean ⥋ Floirac — Arena |                                                   |                                                   |                                                   |                                                      |                                                   |                                                   |                                                   |                                                   |
| ARENA | Ouverture / Fermeture 24 janvier 2018 / — | Longueur —                                        | Durée 10 min                                      | Nb. d’arrêts 3                                    | Matériel Iveco Urbanway 18 GNC Man Lion's City G GNC | Jours de fonctionnement variable                  | Jour / Soir / Nuit / Fêtes N / N / N / O          | Voy. / an —                                       | Dépôt CEL (KB2M)                                  |
| ARENA | Desserte : - Villes et lieux : - Bordeaux ( Place de Stalingrad Pont Simone Veil, Bordeaux MECA, Bordeaux Gare St Jean) - Floirac (Bordeaux Métropole Arena) - Correspondances : - : Stalingrad ; - Gare St Jean. - BatCub : Stalingrad.                                                                        |                                                   |                                                   |                                                   |                                                      |                                                   |                                                   |                                                   |                                                   |
| ARENA | Autre : - Amplitude horaire : Uniquement fonctionnelle lors d'évènements culturels à l'Arena, l'amplitude horaire de la ligne varie en fonction des besoins de desserte et de l'affluence attendue. Dernière mise à jour le 5 mai 2025.                                                                         |                                                   |                                                   |                                                   |                                                      |                                                   |                                                   |                                                   |                                                   |
| ARENA | Dernière actualisation : — |                                                   |                                                   |                                                   |                                                      |                                                   |                                                   |                                                   |                                                   |

### Transport à la demande flex'
Les lignes flex' sont des lignes qui possèdent une partie desservie selon un trajet et des arrêts fixes et une partie desservie selon un principe proche du transport à la demande. Elles desservent en général des zones d'activités ou des zones peu denses dont la desserte ne justifie pas l'existence de lignes régulières classiques.
Il existe quatre lignes flex' en journée et sept en soirée, ces dernières complétant alors les lignes tramway et les lianes.

#### Flex' en journée
| Ligne          | Caractéristiques | Caractéristiques | Caractéristiques | Caractéristiques | Caractéristiques | Caractéristiques | Caractéristiques | Caractéristiques | Caractéristiques |
| flex' Artigues | flex'Artigues | flex'Artigues | flex'Artigues | flex'Artigues | flex'Artigues | flex'Artigues | flex'Artigues | flex'Artigues | flex'Artigues |
| flex' Artigues | Lormont — Buttinière ⥋ Circulaire via les arrêts des lignes 64 et 67 à Artigues, en itinéraire fixe ou à la demande | Lormont — Buttinière ⥋ Circulaire via les arrêts des lignes 64 et 67 à Artigues, en itinéraire fixe ou à la demande | Lormont — Buttinière ⥋ Circulaire via les arrêts des lignes 64 et 67 à Artigues, en itinéraire fixe ou à la demande | Lormont — Buttinière ⥋ Circulaire via les arrêts des lignes 64 et 67 à Artigues, en itinéraire fixe ou à la demande | Lormont — Buttinière ⥋ Circulaire via les arrêts des lignes 64 et 67 à Artigues, en itinéraire fixe ou à la demande | Lormont — Buttinière ⥋ Circulaire via les arrêts des lignes 64 et 67 à Artigues, en itinéraire fixe ou à la demande | Lormont — Buttinière ⥋ Circulaire via les arrêts des lignes 64 et 67 à Artigues, en itinéraire fixe ou à la demande | Lormont — Buttinière ⥋ Circulaire via les arrêts des lignes 64 et 67 à Artigues, en itinéraire fixe ou à la demande | Lormont — Buttinière ⥋ Circulaire via les arrêts des lignes 64 et 67 à Artigues, en itinéraire fixe ou à la demande |
| -------------- | --- | --- | --- | --- | --- | --- | --- | --- | --- |
| flex' Artigues | Ouverture / Fermeture 22 février 2010 / — | Longueur 15,2 km | Durée 40 min | Nb. d’arrêts 40 dont Flexo : 11                                                                                     | Matériel GX 117 | Jours de fonctionnement S, D                                                                                        | Jour / Soir / Nuit / Fêtes O / N / N / O                                                                            | Voy. / an 7 682 | Dépôt Bordeaux (Cars de Bordeaux)                                                                                   |
| flex' Artigues | Desserte : - Villes et lieux : - Lormont (Centre commercial des Quatre pavillons) ; - Cenon (Parc Palmer) ; - Artigues-près-Bordeaux (Parc de la mairie, Mairie, Parc du Château Bétailhe, Parc d'activités de l'échangeur du Moulinat, Parc cimetière intercommunal). - Correspondances : - : Buttinière.                                                                         | | | | | | | | |
| flex' Artigues | Autre : - Amplitude horaire : La ligne fonctionne le samedi de 6 h 30 à 20 h 10 et les dimanches et fêtes à partir de 8 h 30 environ. - Particularité : Cette ligne se réserve sur l'application flex' TBM. Dernière mise à jour le 20 octobre 2023. | | | | | | | | |
| flex' Artigues | Dernière actualisation : — | | | | | | | | |
| flex' Bouliac  | flex'Bouliac | flex'Bouliac | flex'Bouliac | flex'Bouliac | flex'Bouliac | flex'Bouliac | flex'Bouliac | flex'Bouliac | flex'Bouliac |
| flex' Bouliac  | Desserte à la demande de Bouliac ⥋ Floirac — Arena | | | | | | | | |
| flex' Bouliac  | Ouverture / Fermeture 22 février 2010 / — | Longueur 11,4 km | Durée 35-40 min | Nb. d’arrêts 62 dont Flexo : 45                                                                                     | Matériel City 21 | Jours de fonctionnement D                                                                                           | Jour / Soir / Nuit / Fêtes O / N / N / O                                                                            | Voy. / an 2 651 | Dépôt non attitré (SARL Evadys)                                                                                     |
| flex' Bouliac  | Desserte : - Villes et lieux : - Bouliac (Cimetière, Mairie, Église Saint-Siméon, Parc de Loc Boué, Centre commercial) ; - Floirac (Zone industrielle, ARENA) - Correspondances : - : Stalingrad. - BatCub : Stalingrad. | | | | | | | | |
| flex' Bouliac  | Autre : - Amplitudes horaires : Lundi-vendredi entre 6h et 9h puis entre 16h30 et 20h (premières prises de charges et dernières déposes à l'arrêt inclus). - Particularité : Cette ligne se réserve sur l'application flex' TBM. Dernière mise à jour le 20 octobre 2023. | | | | | | | | |
| flex' Bouliac  | Dernière actualisation : — | | | | | | | | |
| flex' Aéro     | flex'Aéro | flex'Aéro | flex'Aéro | flex'Aéro | flex'Aéro | flex'Aéro | flex'Aéro | flex'Aéro | flex'Aéro |
| flex' Aéro     | Mérignac — Aéroport ⥋ desserte à la demande de l'Aéroparc (Mérignac, Saint-Médard-en-Jalles et Saint-Aubin-de-Médoc) | | | | | | | | |
| flex' Aéro     | Ouverture / Fermeture 4 septembre 2023 / — | Longueur — | Durée — | Nb. d’arrêts — | Matériel — | Jours de fonctionnement —                                                                                           | Jour / Soir / Nuit / Fêtes O / N / N / O                                                                            | Voy. / an — | Dépôt — |
| flex' Aéro     | Desserte : - Villes et lieux : - Mérignac (Aéroparc : Aéroport, Ariane Group, Thalès, Dassault, BA106) ; - Saint-Médard-en-Jalles ; - Saint-Aubin-de-Médoc. - Correspondances : - : Aéroport de Bordeaux-Mérignac - F42 (ceinture de Bordeaux) : Gare de Caudéran - Mérignac - F41 (Bordeaux : Irun) : Pessac Alouette - : Aéroport, Caroline Aigle, Cadéra Issartier.             | | | | | | | | |
| flex' Aéro     | Autre : - Amplitudes horaires : Lundi-vendredi entre 6h et 20h (premières prises de charges et dernières déposes à l'arrêt inclus). - Particularité : Cette ligne se réserve sur l'application flex' TBM. Dernière mise à jour le 20 octobre 2023. | | | | | | | | |
| flex' Aéro     | Dernière actualisation : — | | | | | | | | |
| flex' Gare     | flex'Gare | flex'Gare | flex'Gare | flex'Gare | flex'Gare | flex'Gare | flex'Gare | flex'Gare | flex'Gare |
| flex' Gare     | Gares de Parempuyre, Bassens, Ste-Eulalie-Carbon-Blanc, La Gorp, La Grave d'Ambarès ⥋ desserte à la demande de Parempuyre, Bassens, Carbon-Blanc, Ambarès, Saint-Vincent-de-Paul, Saint-Louis-de-Montferrand, Ambès | | | | | | | | |
| flex' Gare     | Ouverture / Fermeture 4 septembre 2023 / — | Longueur — | Durée — | Nb. d’arrêts — | Matériel — | Jours de fonctionnement —                                                                                           | Jour / Soir / Nuit / Fêtes O / N / N / O                                                                            | Voy. / an — | Dépôt — |
| flex' Gare     | Desserte : - Villes et lieux : - Parempuyre (dont gare) ; - Ambarès-et-Lagrave (dont gares) ; - Bassens (dont gare) ; - Carbon-Blanc (dont gare) ; - Ambès ; - Saint-Louis-de-Montferrand ; - Saint-Vincent-de-Paul. - Correspondances : - F41 F42 F43 : Gares de Parempuyre, Bassens, Ste-Eulalie-Carbon-Blanc, La Gorp, La Grave d'Ambarès - : La Gardette Bassens-Carbon-Blanc. | | | | | | | | |
| flex' Gare     | Autre : - Amplitudes horaires : Lundi-vendredi entre 6h et 20h (premières prises de charges et dernières déposes à l'arrêt inclus). - Particularité : Cette ligne se réserve sur l'application flex' TBM. Dernière mise à jour le 20 octobre 2023. | | | | | | | | |
| flex' Gare     | Dernière actualisation : — | | | | | | | | |

#### Flex'Night
Les lignes flex' Night ont deux départs les jeudis, vendredis et samedis soirs, à 02:00 et 04:00. Chaque ligne dessert les communes autour de Bordeaux depuis la place des Quinconces, sur demande une fois les boulevards franchis.
| Ligne | Caractéristiques | Caractéristiques | Caractéristiques | Caractéristiques | Caractéristiques | Caractéristiques | Caractéristiques | Caractéristiques | Caractéristiques |
| ☾ N1  | ☾ flex'Night 1 | ☾ flex'Night 1 | ☾ flex'Night 1 | ☾ flex'Night 1 | ☾ flex'Night 1 | ☾ flex'Night 1 | ☾ flex'Night 1 | ☾ flex'Night 1 | ☾ flex'Night 1 |
| ☾ N1  | Bordeaux — Quinconces ⥋ Desserte à la demande de Bordeaux-nord, Parempuyre, Blanquefort, Bruges, Eysines et Le Taillan-Médoc | Bordeaux — Quinconces ⥋ Desserte à la demande de Bordeaux-nord, Parempuyre, Blanquefort, Bruges, Eysines et Le Taillan-Médoc | Bordeaux — Quinconces ⥋ Desserte à la demande de Bordeaux-nord, Parempuyre, Blanquefort, Bruges, Eysines et Le Taillan-Médoc | Bordeaux — Quinconces ⥋ Desserte à la demande de Bordeaux-nord, Parempuyre, Blanquefort, Bruges, Eysines et Le Taillan-Médoc | Bordeaux — Quinconces ⥋ Desserte à la demande de Bordeaux-nord, Parempuyre, Blanquefort, Bruges, Eysines et Le Taillan-Médoc | Bordeaux — Quinconces ⥋ Desserte à la demande de Bordeaux-nord, Parempuyre, Blanquefort, Bruges, Eysines et Le Taillan-Médoc | Bordeaux — Quinconces ⥋ Desserte à la demande de Bordeaux-nord, Parempuyre, Blanquefort, Bruges, Eysines et Le Taillan-Médoc | Bordeaux — Quinconces ⥋ Desserte à la demande de Bordeaux-nord, Parempuyre, Blanquefort, Bruges, Eysines et Le Taillan-Médoc | Bordeaux — Quinconces ⥋ Desserte à la demande de Bordeaux-nord, Parempuyre, Blanquefort, Bruges, Eysines et Le Taillan-Médoc |
| ----- | --- | --- | --- | --- | --- | --- | --- | --- | --- |
| ☾ N1  | Ouverture / Fermeture 7 septembre 2023 / — | Longueur — | Durée — | Nb. d’arrêts — | Matériel Isuzu Citiport | Jours de fonctionnement J, V, S                                                                                              | Jour / Soir / Nuit / Fêtes N / N / O / N                                                                                     | Voy. / an 14 029 | Dépôt Le Haillan (Sarl Evadys)                                                                                               |
| ☾ N1  | Desserte : - Villes et lieux : - Bordeaux (Jardin Public, Paul Doumer, Grand Parc, Galerie Tatry) - Blanquefort ; - Bruges ; - Parempuyre ; - Le Taillan-Médoc ; - Eysines. - Correspondances fixes : - : Quinconces ; - : Jardin Public, Paul Doumer, Camille Godard, Emile Counord. - BatCub : Quinconces. - Correspondances sur demande : - F42 : Blanquefort, Parempuyre, Bruges - : Stations de Bordeaux-nord, Blanquefort, Bruges, Eysines. | | | | | | | | |
| ☾ N1  | Autre : - Amplitudes horaires : La ligne part de Quinconces à 2h et 4h les jeudis, vendredis, samedis soirs et veilles de jour fériés. - Particularité : Les arrêts sur demande se réservent sur l'application flex' TBM. Dernière mise à jour le 20 octobre 2023. | | | | | | | | |
| ☾ N1  | Dernière actualisation : — | | | | | | | | |
| ☾ N2  | ☾ flex'Night 2 | ☾ flex'Night 2 | ☾ flex'Night 2 | ☾ flex'Night 2 | ☾ flex'Night 2 | ☾ flex'Night 2 | ☾ flex'Night 2 | ☾ flex'Night 2 | ☾ flex'Night 2 |
| ☾ N2  | Bordeaux — Quinconces ⥋ Desserte à la demande de Bordeaux-Caudéran, Le Bouscat, Saint-Médard en Jalles, Saint-Aubin-de-Médoc et Le Haillan | | | | | | | | |
| ☾ N2  | Ouverture / Fermeture 4 septembre 2023 / — | Longueur — | Durée — | Nb. d’arrêts — | Matériel Isuzu Citiport | Jours de fonctionnement J, V, S                                                                                              | Jour / Soir / Nuit / Fêtes N / O / O / —                                                                                     | Voy. / an — | Dépôt Le Haillan (Sarl Evadys)                                                                                               |
| ☾ N2  | Desserte : - Villes et lieux : - Bordeaux (place des Quinconces, place Gambetta, barrière du Médoc, Caudéran) ; - Le Haillan ; - Saint-Aubin-de-Médoc ; - Saint-Médard-en-Jalles. - Correspondances fixes : - : Quinconces ; - BatCub : Quinconces. - Correspondances sur demande : - : Stations du Bouscat. | | | | | | | | |
| ☾ N2  | Autre : - Amplitudes horaires : La ligne part de Quinconces à 2h et 4h les jeudis, vendredis, samedis soirs et veilles de jour fériés. - Particularité : Les arrêts sur demande se réservent sur l'application flex' TBM. Dernière mise à jour le 20 octobre 2023. | | | | | | | | |
| ☾ N2  | Dernière actualisation : — | | | | | | | | |
| ☾ N3  | ☾ flex'Night 3 | ☾ flex'Night 3 | ☾ flex'Night 3 | ☾ flex'Night 3 | ☾ flex'Night 3 | ☾ flex'Night 3 | ☾ flex'Night 3 | ☾ flex'Night 3 | ☾ flex'Night 3 |
| ☾ N3  | Bordeaux — Quinconces ⥋ Desserte à la demande de Bordeaux-Mondésir, Bordeaux-St Augustin, Martignas-sur-Jalle et Mérignac | | | | | | | | |
| ☾ N3  | Ouverture / Fermeture 4 septembre 2023 / — | Longueur — | Durée — | Nb. d’arrêts — | Matériel Isuzu Citiport | Jours de fonctionnement J, V, S                                                                                              | Jour / Soir / Nuit / Fêtes N / O / O / —                                                                                     | Voy. / an — | Dépôt Le Haillan (Sarl Evadys)                                                                                               |
| ☾ N3  | Desserte : - Villes et lieux : - Bordeaux (place des Quinconces, barrière Judaïque, Mondésir, Saint-Augustin) ; - Mérignac ; - Martignas-sur-Jalle. - Correspondances fixes : - : Quinconces ; - BatCub : Quinconces. - Correspondances sur demande : - : Aéroport de Bordeaux-Mérignac - F42 (ceinture de Bordeaux) : Gare de Caudéran - Mérignac - : Stations de Mérignac. | | | | | | | | |
| ☾ N3  | Autre : - Amplitudes horaires : La ligne part de Quinconces à 2h et 4h les jeudis, vendredis, samedis soirs et veilles de jour fériés. - Particularité : Les arrêts sur demande se réservent sur l'application flex' TBM. Dernière mise à jour le 20 octobre 2023. | | | | | | | | |
| ☾ N3  | Dernière actualisation : — | | | | | | | | |
| ☾ N4  | ☾ flex'Night 4 | ☾ flex'Night 4 | ☾ flex'Night 4 | ☾ flex'Night 4 | ☾ flex'Night 4 | ☾ flex'Night 4 | ☾ flex'Night 4 | ☾ flex'Night 4 | ☾ flex'Night 4 |
| ☾ N4  | Bordeaux — Quinconces ⥋ Desserte à la demande de Gradignan et Pessac | | | | | | | | |
| ☾ N4  | Ouverture / Fermeture 4 septembre 2023 / — | Longueur — | Durée — | Nb. d’arrêts — | Matériel Isuzu Citiport | Jours de fonctionnement J, V, S                                                                                              | Jour / Soir / Nuit / Fêtes N / O / O / —                                                                                     | Voy. / an — | Dépôt Le Haillan (Sarl Evadys)                                                                                               |
| ☾ N4  | Desserte : - Villes et lieux : - Bordeaux (Sainte Catherine, Saint Genès, Barrière de Pessac, Médoquine) ; - Pessac ; - Gradignan. - Correspondances fixes : - : Quinconces - : Place de la Bourse - : Porte de Bourgogne - : Musée d'Aquitaine, Barrière Saint-Genès - BatCub : Quinconces. - Correspondances sur demande : - F41 F42 (Bordeaux Saint-Jean / Irun) : Pessac ; - : Stations de Pessac. | | | | | | | | |
| ☾ N4  | Autre : - Amplitudes horaires : La ligne part de Quinconces à 2h et 4h les jeudis, vendredis, samedis soirs et veilles de jour fériés. - Particularité : Les arrêts sur demande se réservent sur l'application flex' TBM. Dernière mise à jour le 20 octobre 2023. | | | | | | | | |
| ☾ N4  | Dernière actualisation : — | | | | | | | | |
| ☾ N5  | ☾ flex'Night 5 | ☾ flex'Night 5 | ☾ flex'Night 5 | ☾ flex'Night 5 | ☾ flex'Night 5 | ☾ flex'Night 5 | ☾ flex'Night 5 | ☾ flex'Night 5 | ☾ flex'Night 5 |
| ☾ N5  | Bordeaux — Quinconces ⥋ Desserte à la demande de Bègles, Talence et Villenave-d'Ornon | | | | | | | | |
| ☾ N5  | Ouverture / Fermeture 4 septembre 2023 / — | Longueur — | Durée — | Nb. d’arrêts — | Matériel Isuzu Citiport | Jours de fonctionnement J, V, S                                                                                              | Jour / Soir / Nuit / Fêtes N / O / O / —                                                                                     | Voy. / an — | Dépôt Le Haillan (Sarl Evadys)                                                                                               |
| ☾ N5  | Desserte : - Villes et lieux : - Bordeaux (Gambetta, Victoire, Gare St Jean) ; - Bègles ; - Talence ; - Villenave-d'Ornon. - Correspondances fixes : - F41 F42 F43 F44 (Bordeaux Saint-Jean) : Gare Saint-Jean ; - : Quinconces ; - : Palais de Justice ; - : Victoire ; - : Gare Saint-Jean, Carle Vernet ; - BatCub : Quinconces. - Correspondances sur demande : - F44 : Gares de Bègles et Villenave-d'Ornon - : Stations de Bègles et Villenave d'Ornon.                                                                                              | | | | | | | | |
| ☾ N5  | Autre : - Amplitudes horaires : La ligne part de Quinconces à 2h et 4h les jeudis, vendredis, samedis soirs et veilles de jour fériés. - Particularité : Les arrêts sur demande se réservent sur l'application flex' TBM. Dernière mise à jour le 20 octobre 2023. | | | | | | | | |
| ☾ N5  | Dernière actualisation : — | | | | | | | | |
| ☾ N6  | ☾ flex'Night 6 | ☾ flex'Night 6 | ☾ flex'Night 6 | ☾ flex'Night 6 | ☾ flex'Night 6 | ☾ flex'Night 6 | ☾ flex'Night 6 | ☾ flex'Night 6 | ☾ flex'Night 6 |
| ☾ N6  | Bordeaux — Quinconces ⥋ Desserte à la demande d'Artigues-près-Bordeaux, Bouliac, Cenon et Floirac | | | | | | | | |
| ☾ N6  | Ouverture / Fermeture 4 septembre 2023 / — | Longueur — | Durée — | Nb. d’arrêts — | Matériel Isuzu Citiport | Jours de fonctionnement J, V, S                                                                                              | Jour / Soir / Nuit / Fêtes N / O / O / —                                                                                     | Voy. / an — | Dépôt Le Haillan (Sarl Evadys)                                                                                               |
| ☾ N6  | Desserte : - Villes et lieux : - Bordeaux (Bastide, Galin) ; - Artigues-près-Bordeaux ; - Bouliac ; - Cenon ; - Floirac. - Correspondances fixes : - : Quinconces - : Place de la Bourse - : Porte de Bourgogne - : Stalingrad ; - BatCub : Quinconces, Stalingrad. - Correspondances sur demande : - F41 F43 : Gare de Cenon ; - : Stations de Cenon et Floirac. | | | | | | | | |
| ☾ N6  | Autre : - Amplitudes horaires : La ligne part de Quinconces à 2h et 4h les jeudis, vendredis, samedis soirs et veilles de jour fériés. - Particularité : Les arrêts sur demande se réservent sur l'application flex' TBM. Dernière mise à jour le 20 octobre 2023. | | | | | | | | |
| ☾ N6  | Dernière actualisation : — | | | | | | | | |
| ☾ N7  | ☾ flex'Night 7 | ☾ flex'Night 7 | ☾ flex'Night 7 | ☾ flex'Night 7 | ☾ flex'Night 7 | ☾ flex'Night 7 | ☾ flex'Night 7 | ☾ flex'Night 7 | ☾ flex'Night 7 |
| ☾ N7  | Bordeaux — Quinconces ⥋ Desserte à la demande d'Artigues-près-Bordeaux, Bouliac, Cenon et Floirac | | | | | | | | |
| ☾ N7  | Ouverture / Fermeture 4 septembre 2023 / — | Longueur — | Durée — | Nb. d’arrêts — | Matériel Isuzu Citiport | Jours de fonctionnement J, V, S                                                                                              | Jour / Soir / Nuit / Fêtes N / O / O / —                                                                                     | Voy. / an — | Dépôt Le Haillan (Sarl Evadys)                                                                                               |
| ☾ N7  | Desserte : - Villes et lieux : - Bordeaux (Darwin, Quai de Brazza) - Ambarès-et-Lagrave ; - Ambès ; - Bassens ; - Carbon-Blanc ; - Lormont ; - Saint-Louis-de-Montferrand ; - Saint-Vincent-de-Paul. - Correspondances fixes : - : Quinconces - : Place de la Bourse - : Porte de Bourgogne - : Stalingrad ; - BatCub : Quinconces, Stalingrad. - Correspondances sur demande : - F41 F43 : Gares de Bassens, de Carbon-Blanc, de la Gorp et de la Grave d'Ambarès ; - : La Gardette-Bassens-Carbon-Blanc et stations de Lormont ; - BatCub : Lormont-Bas. | | | | | | | | |
| ☾ N7  | Autre : - Amplitudes horaires : La ligne part de Quinconces à 2h et 4h les jeudis, vendredis, samedis soirs et veilles de jour fériés. - Particularité : Les arrêts sur demande se réservent sur l'application flex' TBM. Dernière mise à jour le 20 octobre 2023. | | | | | | | | |
| ☾ N7  | Dernière actualisation : — | | | | | | | | |

## Évolutions du réseau de bus de Bordeaux
Le réseau de bus de Bordeaux Métropole évolue selon les autres offres de transport, dont l'évolution du réseau de tramway à Bordeaux. Ainsi, ces anciens réseaux de bus de la métropole ont amené au réseau actuel détaillé ci-dessus.

### Lignes créées entre 2010 et septembre 2023 (TBC puis TBM)

#### Derniers changements pour les futurs projets RER et BHNS
Depuis le 4 septembre 2023, TBM a entièrement revu ses lignes de bus pour corréler à l'offre et à la demande de transport (plus de demandes sur les lignes hors-Bordeaux et trans-Garonne par exemple, plus d'offres par les futurs Bus express, TER et tramways, corrélation avec les ressources matérielles et humaines disponibles). Ce nouveau réseau implique alors la suppression, l'extension et l'augmentation des fréquences sur certaines lignes, même s'il est encore en phase d'ajustements à l'heure actuelle et amené à de nouveaux changements.

#### Extension du tramway A vers l'aéroport
Le 29 avril 2023, les lignes de bus de Mérignac avaient été modifiées pour s'adapter à l'ouverture de l'extension  vers l'aéroport, desservant 5 nouveaux arrêts (Mérignac Soleil, Chemin Long, Cadéra-Issartier, Caroline Aigle et Aéroport).

#### Extension du tramway D vers Eysines
Le 2 mars 2020, les lignes de bus des 8 communes du cadran nord-ouest de Bordeaux avaient été modifiées pour s'adapter à l'ouverture de la ligne  (l'ouverture de la 2e phase sur Le Bouscat, Bruges et Eysines ayant eu lieu le samedi 29 février 2020).

#### Ouverture de la ligne D entre Carle Vernet et Mairie du Bouscat
Le 14 décembre 2019, la ligne de tramway  avait ouvert entre Carle Vernet et Mairie du Bouscat pour sa 1re phase de travaux, avec une section commune avec la ligne  existante entre Quinconces et Carle Vernet. Ainsi, les lignes de bus traversant le tracé entre Mairie du Bouscat et Quinconces sont impactées.
Pour amorcer cette extension, d'autres changements avaient été effectués en amont.

#### Extension du tramway C vers Villenave Pyrénées
Le réseau de tramway est prolongé le 2 février 2019 entre le lycée Vaclav Havel et Villenave Pyrénées avec 2 arrêts supplémentaires.

#### Ouverture antenne C vers Gare de Blanquefort
Le réseau de tramway est prolongé le 17 décembre 2016 par la création de l'antenne Cracovie-Gare de Blanquefort (en utilisant notamment des chemins de fer existants), desservant 5 arrêts sur Blanquefort et Bruges.

#### Changements antérieurs sous TBC (2010-2016)
Ci-dessous les changements antérieurs au 17 décembre 2016.
L'ancien nom de Transports Bordeaux Métropole était TBC (pour faire référence à la CUB), le nom et la couleur de la plupart des lignes ont été changés le 18 avril 2016.